# 青春高校3年C組
『青春高校3年C組』（せいしゅんこうこうさんねんシーぐみ）は、テレビ東京で2018年（平成30年）4月2日から2021年（令和3年）4月1日未明まで放送されていたバラエティ番組である。

## 概要
秋元康と佐久間宣行が手掛けていた青春バラエティ番組。漫画やドラマでしか見たことがない「理想のクラス」を1年掛けて作りあげることをテーマにしていた。
開始当初は日替わり担任制を採用し、各曜日の担任を中心にその日のテーマに沿った放送を行っていた。スケジュールの都合により、火曜日担任の小峠英二と千鳥、木曜日担任のおぎやはぎとバカリズム、金曜日担任の柴田英嗣と飯塚悟志は隔週交代制での出演となっていた。副担任の中井りかは固定されていた（中井が出演できない放送回は生徒又はテレビ東京アナウンサーが代役、あるいは、臨時講師を招くことがあった）。
テレビ東京が平日帯番組で生放送バラエティ番組を放映するのは、『ぶちぬき』以来12年ぶりとなる。
当番組は開始1年目は関東ローカルで系列局へのネットは行わなかったが、2年目の2019年4月1日よりテレビせとうちが同時ネットを開始した。また、動画配信サービスParavi・LINE LIVE・SHOWROOM・GYAO!・ニコニコ生放送・YouTube Liveにおいて放送前のプレトーク付きで同時配信されたほか、ネットもテレ東・TVer。で見逃し配信され全国で視聴可能となっていた。
初回放送から2019年9月30日まで、一部放送回を除き原則として生放送を続けてきたが、同年10月1日放送回から収録放送へ切り替えられた。

### 深夜枠への移行
2020年3月27日をもって2年間行われた帯枠での放送は終了し、同年4月より火曜0時台（月曜深夜）の放送に枠移動した。これに伴い、週1回50分尺での全国ネット放送（テレビ大阪を除く）となった。また、これを機にスタジオのセットもリニューアルされた。
金曜日担任の日村と水曜日担当の三四郎が引き続き深夜枠のMCとして起用され、三人を除く帯枠での全曜日担任と副担任の中井、教育実習生のノブナガは降板となった。
なお、夕方帯枠は4月から乳幼児向け番組『シナぷしゅ』の再放送が編成されることとなった。

### 番組・プロジェクトの終了に至る経緯
2020年1月以降に、国内で初の感染者が確認されて以降新型コロナの影響は、青春高校3年C組にとっては大きな影響を及ぼした。特に深夜枠への移行が決定した後も、番組内容が急遽変更されたケースもある。
2021年2月2日（1日深夜）の放送内で番組の3月での終了とグループ解散が発表された。番組終了に当たり、局側では「新型コロナウイルス関連など社会の不安定な状況を鑑みてこれ以上のプロジェクト継続が困難となった」ことを理由としている。
2021年3月9日（8日深夜）とレギュラー放送として最終回の2021年3月16日（15日深夜）は、卒業式が放送された。そして同年4月1日午前0:00 - 1:10（3月31日24:00 - 25:10）に『青春高校3年C組 最終回SP 卒業式完全版&ラストLIVE』が放送された。
後番組については当該枠が全編ローカルセールス枠に転換されたため、テレビ大阪を除く当番組のネット局は自主編成に移行している。
卒業式で、生徒たちは今後の活動について報告した。

## 放送時間
- 毎週月曜日 - 金曜日 17:30〜17:55、2018年4月2日 - 2020年3月27日
- 毎週火曜日 0:12〜1:00（月曜日深夜）、2020年4月7日（6日深夜） - 2021年3月16日（15日深夜）

## 出演者

### 夕方帯時代
日替わりで1組ずつの出演だが、金曜日のみ2組ずつでの出演。2019年9月30日までの生放送回で担任不在の場合は他の芸人が代理を務めていた。2019年10月1日以降の収録放送回は、放送内容の都合により、変則的な出演となることもあった。また、一部の担任も生徒同様、衣替えしていた。
なお、番組内で小木と柴田は自分たちが青春高校に出演しない日でも毎日青春高校を見ていると言及していた。
メイプル超合金・小峠・千鳥・おぎやはぎ・バカリズム・柴田・飯塚が降板した後の2020年4月以降のスタジオのセットには、降板した担任が実際に着用した衣装が飾られていた。
月曜日担任
- メイプル超合金（安藤なつ・カズレーザー）（2018年4月9日 - 2020年3月13日）

火曜日担任（隔週交代）
- 小峠英二（バイきんぐ）（2018年4月3日 - 2020年3月17日）
- 千鳥（大悟・ノブ）（2018年4月10日 - 2020年3月6日）

水曜日担任
- 三四郎（小宮浩信・相田周二）（2018年4月4日 - 2020年3月27日）[注 9]

木曜日担任（隔週交代）
- おぎやはぎ（小木博明・矢作兼）（2018年4月5日 - 2020年3月19日）
- バカリズム（2018年4月12日 - 2020年3月11日）

金曜日担任
- 日村勇紀（バナナマン）（2018年4月6日 - 2020年3月24日）
- 柴田英嗣（アンタッチャブル）（隔週交代）（2018年4月6日 - 2020年3月24日）
- 飯塚悟志（東京03）（隔週交代）（2018年4月13日 - 2020年3月24日）

臨時講師（他の芸人による代理や代理以外での特別出演（13人のレギュラー担任も含む。））
| 放送日                               | 出演者                                     | 備考 |
| ------------------------------------ | ------------------------------------------ | --- |
| 2018年4月2日（初回）                 | カンニング竹山                             | メイプル超合金の代理 |
| 2018年5月18日・2020年1月27日・2月3日 | 黒沢かずこ（森三中）                       | （2018年5月18日放送分）日村の代理として出演、もう一人の金曜日担任（隔週）の柴田は通常通り出演。 （2020年1月27日・2月3日放送分）特別講師として出演、なお、月曜日担任のメイプル超合金は通常通り出演。                              |
| 2018年5月22日                        | 品川祐（品川庄司）・飯尾和樹（ずん）       | 千鳥の代理 |
| 2018年5月31日                        | ケンドーコバヤシ・大久保佳代子（オアシズ） | おぎやはぎ・バカリズムの代理 |
| 2018年8月3日・2019年6月28日          | 柴田・飯塚（金曜日担任（隔週））           | 日村不在の為、この2回の放送分のみ代理を立てず金曜日担任（隔週）の2人が揃って出演。 |
| 2018年8月15日                        | 藤森慎吾（オリエンタルラジオ）             | 臨時講師としてではないが、アイドル部の合いの手を監修する為にVTR出演。なお、水曜日担任の三四郎は通常通り出演 |
| 2018年8月20日                        | 島田秀平                                   | 臨時講師としてではないが、この日の課外授業で怪談話をする為にゲスト出演。なお、月曜日担任のメイプル超合金は通常通り出演 |
| 2018年8月24日・2019年4月19日         | 三四郎（水曜日担任）                       | いづれも日村の代理、水曜日同様プレトークから出演。いずれも金曜日担任（隔週）の柴田は通常通り本編から出演 |
| 2018年11月7日                        | カミナリ（竹内まなぶ・石田たくみ）         | 小宮の代理、相方の相田はプレトークから通常通り出演 |
| 2018年11月30日・12月14日・21日・     | 相田（水曜日担任）                         | 日村の代理（11月30日放送分）とダンス＆ボーカル部センター（12月14日・21日放送分）として出演。この回のみ相方の小宮の代理出演とプレトークからの出演は無し。また、金曜日担任の日村・柴田（隔週）・飯塚（隔週）は通常通り本編から出演 |
| 2019年6月11日                        | しゅんしゅんクリニックP                    | 臨時講師としてではないが、村西と『ヘイヘイドクター』をコラボする為ゲスト出演。コラボ後はお笑い向上委員会みたいにモニター側で待機。なお、火曜日担任（隔週）の小峠は通常通り出演                                                   |
| 2019年8月16日                        | 柴田（金曜日担任（隔週））                 | 放送された週は飯塚担当の週だったが、急遽柴田も出演した。もう二人の金曜日担任の日村・飯塚は通常通り出演。なお、日村・柴田・飯塚の3人の金曜日担任が1回の放送で揃うのはこの回が初めてとなった。                                     |
| 2019年11月28日・2020年2月6日         | 吉田豪                                     | 特別講師としてゲスト出演。なお、いずれも木曜日担任(隔週)のバカリズムは通常通り出演。 |
| 2020年1月9日                         | 徳井健太（平成ノブシコブシ）               | 特別講師としてゲスト出演。この日は木曜日の放送だったが、担任はメイプル超合金が務めた。 |
| 2020年1月14日                        | 土屋伸之（ナイツ）                         | 先述の徳井と同じく特別講師としてゲスト出演。この日は火曜日の放送だったが、担任はメイプル超合金が務めた。 |
| 2020年1月22日                        | 柴田（金曜日担任（隔週））                 | 水曜日担任の三四郎は通常通り出演。 |
| 2020年2月4日                         | 相田（水曜日担任）                         | 解説員として出演。なお、火曜日担任（隔週）の千鳥は通常通り出演。 |
| 2020年2月11日                        | 田村裕（麒麟）                             | ゲスト出演。なお、火曜日担任（隔週）の小峠は通常通り出演。 |
| 2020年2月20日                        | コウメ太夫                                 | ゲスト出演。なお、木曜日担任（隔週）のおぎやはぎは通常通り出演。 |
| 2020年3月2日                         | 鬼越トマホーク（金ちゃん・坂井良多）       | ゲスト出演。この日は月曜日の放送だったが、担任は三四郎が務めた。 |

副担任
- 中井りか（NGT48）(2018年4月2日 - 6月18日、6月19日 - 22日[注 19]、2018年6月25日 - 2020年3月27日)

臨時副担任（特記なきものは生徒）
| 放送日                                    | 副担任(進行) | 備考                                       |
| ----------------------------------------- | ------------ | ------------------------------------------ |
| 2018年6月19日                             | 村西         |                                            |
| 2018年6月20日・11月28日                   | 西村         |                                            |
| 2018年6月21日                             | 長野         |                                            |
| 2018年6月22日                             | 夘余野       |                                            |
| 2018年7月5日                              | トーマス     |                                            |
| 2018年7月16日                             | 山口         |                                            |
| 2018年9月11日・12日                       | 宮本         |                                            |
| 2018年10月8日                             | 女鹿         |                                            |
| 2018年11月15日                            | 前川         |                                            |
| 2018年12月5日                             | おばちゃん   |                                            |
| 2018年12月21日                            | 小倉         |                                            |
| 2019年1月30日                             | まーがりん   |                                            |
| 2019年1月31日                             | 朝日奈央     | 生徒以外の代打は初めて                     |
| 2019年7月10日                             | 浅井         |                                            |
| 2019年10月14日・15日・16日・17日          | 池谷実悠     | テレビ東京アナウンサー、体育祭ウィーク進行 |
| 2019年11月13日・14日 2020年1月23日（VTR） | 森香澄       | テレビ東京アナウンサー                     |
| 2020年3月10日                             | 水原恵理     | テレビ東京アナウンサー                     |

教育実習生（通しレギュラー）
- ノブナガ（岩永達彦・信太優人）（2018年4月2日 - 2019年3月27日[注 21]）

放送開始前の2018年3月21日に行われた最終審査で選ばれた。最終審査は、SHOWROOM、YouTube LIVE、LINE LIVE、ニコニコ生放送で配信された。ノブナガ以外の最終審査参加者は以下の通り。
- 世間知らズ
- ソノヘンノ女
- さすらいラビー
- 宮下草薙
- ニッキューナナ
- アナクロニスティック
- 美女と野獣
- あがすけ
- 岡田桜井
- ラパルフェ
- ペッパーボーイズ
- いい塩梅
- きしたかの
- 卯月
- ロングアイランド
- オッパショ石
- 東京ホテイソン

### 月曜深夜時代
夕方帯時代最終回にて新MCが深夜枠初回で発表されることが明らかにされ、4月6日にサプライズ発表された。
金曜日担任の日村勇紀（バナナマン）が学年主任に、水曜日担任の三四郎（小宮浩信・相田周二）が担任となり、三人は夕方帯時代からの継続（番組内のテロップでは復活）となった。
| 放送日                       | 出演者     | 備考                               |
| ---------------------------- | ---------- | ---------------------------------- |
| 2020年4月6日（7日）放送分    | DJ KOO     | 偽MCの役として登場。               |
| 2020年6月22日（23日）放送分  | ギャル曽根 | 自炊王決定戦の特別ゲストとして登場 |
| 2020年10月19日（20日）放送分 | フワちゃん |                                    |
| 2020年11月23日（24日）放送分 | アンミカ   |                                    |

### 生徒

#### オーディション
入学希望者が月曜から金曜にかけて出演し、さまざまな企画をとおして各人の個性を浮き彫りにしていき、金曜の放送最後に合格者が発表された。

#### 合格・休学・卒業など
合格者・補欠合格者は青春高校３年C組の生徒となり、当番組に出演した。生徒は学業などの理由により欠席する場合があり、毎回、生徒全員が出演していたわけではない。番組の途中で卒業した生徒や休学した生徒もいたが、番組公式ページの生徒名簿への反映には統一性がなく、番組内で卒業を発表した生徒も卒業生の項に表記されていない場合があった。

#### 制服
合格した生徒は基本的に制服を着て登校するが、補欠合格、観覧等で登場した休学中の生徒などは入学希望者時代同様、番組制服を着用せずに出演していた。
- 冬服（2018年4月〜7月、2018年10月〜2019年5月、2019年10月〜2020年5月） 青春高校の校章付き紺色のブレザー、白のワイシャツ、赤色のネクタイ（男子生徒・相田[注 22]・一部放送回のボールドウィン・川谷）・リボン（女子生徒）[注 23]、灰色のズボン（男子生徒）・スカート（女子生徒）[注 24]
- 夏服（2018年7月〜9月、2019年6月〜9月、2020年6月〜） 白のワイシャツ。水色のネクタイ（男子生徒・一部放送回のボールドウィン・川谷）・リボン（女子生徒）[注 25]、灰色のズボン（男子生徒）・スカート（女子生徒）[注 24]
- 村西と浅井はしばしば、いわゆる「性別とは違う」服装をする場合があった。
- 2018年10月30日・31日・12月24日放送分 この日登校した生徒全員（入学希望者は除く）がコスプレをした。10月30日・31日放送分は生徒全員でハロウィンのコスプレをし、12月24日放送分は女子生徒のみサンタクロースのコスプレをした[注 26]。

| 出席番号 | 氏名                   | よみ                       | 生年月日               | 出身地   | 期    | 出演週                  | 休学・卒業日                                                         | 備考 |
| -------- | ---------------------- | -------------------------- | ---------------------- | -------- | ----- | ----------------------- | -------------------------------------------------------------------- | --- |
| 1        | 大下美瑠               | おおした みる              | 2001年8月5日（23歳）   | 千葉県   | 1期生 | 1週目                   | 2021年4月1日放送分                                                   | 名札表記・愛称は「とーます」(平仮名表記)。見た目が「トーマス (きかんしゃトーマス)」に似ていることから。 |
| 2        | 佐藤諒                 | さとう りょう              | 1997年9月18日（27歳）  | 宮城県   | 1期生 | 1週目                   | 2021年4月1日放送分                                                   | 最年長 |
| 3        | 鈴木七瑠               | すずき なる                | 2000年5月6日（24歳）   | 埼玉県   | 1期生 | 1週目                   |                                                                      | 合格当初は補欠だったがそのまま正式に生徒に昇格。初代副学級委員長、名札表記・愛称は「なる」 2018年10月3日〜2019年3月22日まで大学受験のため休学し、自身の誕生日でもある2019年5月6日にて完全復帰。しかし復帰間もなく部活に配属されずにそのままフェードアウト。以後1度も出演せず、除籍にも休学扱いにもされなかった。 |
| 4        | 日比野芽奈             | ひびの めいな              | 2001年6月27日（23歳）  | 神奈川県 | 1期生 | 2週目                   | 2021年4月1日放送分                                                   | 学級委員長、初登場の2018年4月9日放送分から2019年7月3日放送分（収録）までは唯一の皆勤賞。コンタクトのプロ。 カンコー委員会1期生、元みにちあ☆ベアーズ、3B_junior |
| 5        | 浅井優平               | あさい ゆうへい            | 2000年2月23日（25歳）  | 兵庫県   | 1期生 | 2週目                   | 2021年4月1日放送分                                                   | 2019年3月14日放送分からはレディースの服装（通称・優子）で登校。（ただし、卒業ライブ・公演、2020年1月8日放送分は男装で参加）。 2019年9月13日より青春高校チーフマネージャー兼任 2020年4月7日放送分からは優子フェニックスとして出演していたが長期にわたるリモート出演の間にメンズの服装へと戻った。                 |
| 6        | 中本大賀               | なかもと たいが            | 2001年2月17日（24歳）  | 大阪府   | 1期生 | 3週目                   | 2018年11月20日（休学→事実上の卒業前最後の出演は2018年11月9日放送分） | 学業専念のため休学していたが、2019年4月に公式サイトからプロフィールが削除され、フェードアウトとなった。 同年9月3日にPRODUCE 101 JAPANの練習生となり、10月の最終順位では101人中30位だった。2020年5月20日にShowtitle所属となり、現在はパフォーマンスユニット「円神」のメンバーである。                             |
| 7        | 西村瑠香               | にしむら るか              | 2001年11月28日（23歳） | 東京都   | 1期生 | 3週目                   | 2021年4月1日放送分                                                   | 愛称は「るちゃ」、「女子高生ミスコン2017-2018」関東エリア SNS1位、現在、新生ラストアイドルのメンバー。 |
| 8        | 村西里世               | むらにし りせ              | 1998年7月7日（26歳）   | 富山県   | 1期生 | 4週目                   | 2019年8月28日（卒業前最後の出演は8月22日放送分）                     | 時々男装（通称・りせお）で登校することがあった。自分の夢に早く近づく為と年齢を考え卒業。 ミスiD2020 人の人生を笑うな。賞 |
| 9        | 夘余野陽奈乃           | うよの ひなの              | 2001年7月23日（23歳）  | 神奈川県 | 1期生 | 4週目                   | 2018年末（休学前最後の出演は2018年12月11日放送分）                   | 理由非公表のままで軽音部休部宣言→そのまま休学となり、2019年4月に公式サイトからもプロフィールが削除された。2022年の第9回egg専属モデルオーディションに合格し、egg専属モデルとなった。 |
| 10       | 木目田俊               | きめだ しゅん              | 1999年9月13日（25歳）  | 東京都   | 1期生 | 4週目                   | 2021年4月1日放送分                                                   | 名札表記・愛称は「きめしゅん」、オーバーオールを着用して登校。 |
| 11       | 河野紳之介             | こうの しんのすけ          | 1999年7月2日（25歳）   | 広島県   | 1期生 | 4週目                   | 2021年4月1日放送分                                                   | 合格当初は補欠だったがそのまま正式に生徒に昇格。「男子高生ミスターコン2017」審査員特別賞 |
| 12       | 黒田照龍               | くろだ しょうりゅう        | 2001年5月26日（23歳）  | 千葉県   | 1期生 | 6週目                   | 2021年4月1日放送分                                                   | 初代青春高校宣伝部長 |
| 13       | 宇都木彩乃             | うつぎ あやの              | 1997年11月13日（27歳） | 千葉県   | 1期生 | 6週目                   | 2021年4月1日放送分                                                   | 名札表記・愛称は「おばちゃん」、女子生徒では最年長、女子生徒では唯一、ロングスカートで登校。 |
| 14       | エゼマタ健太チャールズ | えぜまた けんた ちゃーるず | 1998年2月9日（27歳）   | 神奈川県 | 1期生 | 7週目                   | 2021年4月1日放送分                                                   | 名札表記・愛称は「チャーリー」、 2019年3月からのプレトークはノブナガの代理MCを務める。 |
| 15       | 本多睦                 | ほんだ むつみ              | 2000年11月6日（24歳）  | 茨城県   | 1期生 | 8週目                   | 2021年4月1日放送分                                                   | |
| 16       | 小沼綺音               | こぬま あやね              | 2000年3月18日（24歳）  | 東京都   | 1期生 | 8週目                   | 2021年4月1日放送分                                                   | 愛称は「にゅま」、 ミスiD2020 TOKYOブラックホール賞（「カロナール」名義） |
| 17       | 長野雅                 | ながの みやび              | 1999年10月3日（25歳）  | 愛知県   | 1期生 | 7週目                   | 2018年8月29日（卒業発表も同日放送分）                                | 敗者復活、HKT48第5期生オーディション受験のため卒業。元HKT48 第5期生。 |
| 18       | 宮本ひなの             | みやもと ひなの            | 2000年8月31日（24歳）  | 千葉県   | 1期生 | 2週目                   | 2021年4月1日放送分                                                   | 敗者復活、愛称は「ひなまる」 |
| 19       | 女鹿椰子               | めが やこ                  | 2001年11月5日（23歳）  | 千葉県   | 1期生 | 4週目                   | 2021年4月1日放送分                                                   | 敗者復活、元バイトAKB、第2回AKB48グループ ドラフト会議最終候補者、AKB48 16期仮研究生。 |
| 20       | 出口晴臣               | でぐち はるおみ            | 1999年4月11日（25歳）  | 東京都   | 1期生 | 2週目                   | 2021年4月1日放送分                                                   | 敗者復活 |
| 21       | 山口茜                 | やまぐち あかね            | 1998年5月26日（26歳）  | 神奈川県 | 1期生 | 6週目                   | 2019年3月29日（卒業発表したは2019年3月8日放送分）                    | 敗者復活、愛称は「ハニトラ」、キャッチフレーズは「ミス・ハニートラップ」、看護の道に進むため卒業。 |
| 22       | 小倉可愛               | おぐら えの                | 1998年1月28日（27歳）  | 東京都   | 1期生 | 7週目                   | 2021年4月1日放送分                                                   | 敗者復活、愛称は「えのちん」 |
| 23       | 渡邉聖明               | わたなべ まさあき          | 1999年9月12日（25歳）  | 東京都   | 1期生 | 4週目                   | 2021年4月1日放送分                                                   | 敗者復活、2代目副学級委員長、2代目青春高校宣伝部長、名札表記・愛称は「わったー」 青春高校の生徒が1年間一度も途切れずにSHOWROOMやLINE LIVEを個人で毎日配信365日目を達成したのは初となる。 |
| 24       | 奥村力                 | おくむら りき              | 1998年8月4日（26歳）   | 神奈川県 | 1期生 | 9週目                   | 2021年4月1日放送分                                                   | 名札表記・愛称は「リッキー」だったが早い段階で「リキ」が定着、テロップ表記も「リキ」となっていた。 |
| 25       | ボールドウィン零       | ぼーるどうぃん れい        | 2001年10月5日（23歳）  | 東京都   | 1期生 | 9週目                   | 2021年4月1日放送分                                                   | 実父はタレントのロバート・ボールドウィン |
| 26       | 前川歌音               | まえかわ かのん            | 2001年2月23日（24歳）  | 大阪府   | 1期生 | 9週目                   | 2021年4月1日放送分                                                   | テレビ東京 ドラマ『あのコの夢を見たんです。』にゲスト出演。 美少女戦士セーラームーン (ミュージカル) 水野亜美/セーラーマーキュリー出演。 |
| 27       | 別所匠                 | べっしょ たくみ            | 1998年3月16日（27歳）  | 群馬県   | 1期生 | 9週目                   | 2021年4月1日放送分                                                   | 8月27日の文化祭にて正式に生徒に昇格。それまでは補欠。愛称は「べってぃー」 |
| 28       | 田中柊斗               | たなか しゅうと            | 1999年12月30日（25歳） | 石川県   | 2期生 | 企画ユニット（1週目）   | 2020年10月24日のファンイベントをもって卒業                           | 2020年7月29日の2ndシングルの活動をもって卒業。 10月24日のオンライン握手会で活動を終了した。 |
| 29       | 久保侑大               | くぼ ゆうだい              | 1999年1月7日（26歳）   | 神奈川県 | 2期生 | 企画ユニット（1週目）   | 2021年4月1日放送分                                                   | |
| 30       | 持田優奈               | もちだ ゆうな              | 2001年3月16日（24歳）  | 神奈川県 | 2期生 | 女子アイドル部（2週目） | 2021年4月1日放送分                                                   | 愛称は「もっちー」「もちお」心理テストの企画ではスケベ2位ナルシスト1位という結果だった。 |
| 31       | 大曲李佳               | おおまがり ももか          | 2002年12月17日（22歳） | 大阪府   | 2期生 | 女子アイドル部（2週目） | 2021年4月1日放送分                                                   | 愛称は「まーがりん」 |
| 32       | 黒木美佑               | くろぎ みゆ                | 2002年2月22日（23歳）  | 宮崎県   | 2期生 | 女子アイドル部（2週目） | 2021年4月1日放送分                                                   | 愛称は「みゆぴ」 |
| 33       | 涌嶋茜                 | わくしま あかね            | 2000年6月14日（24歳）  | 大阪府   | 2期生 | 女子アイドル部（2週目） | 2020年12月26日                                                       | 愛称は「わくっしー」 2020年12月26日のオンラインライブをもって卒業。 |
| 34       | 上島陸歩               | うえしま りくほ            | 2002年9月12日（22歳）  | 東京都   | 2期生 | 企画ユニット（1週目）   | 2021年4月1日放送分                                                   | 2019年2月15日放送分にて正式に生徒に昇格。それまでは補欠。 森田が休学フェードアウトしたため男子生徒では最年少となった。 |
| 35       | 松岡龍二郎             | まつおか りゅうじろう      | 2000年8月19日（24歳）  | 兵庫県   | 2期生 | 企画ユニット（1週目）   | 2020年1月7日（休学前最後の出演は2019年9月10日放送分）                | サマーライブ直後の2019年9月から出演しなくなり、 2020年1月7日放送分にて体調不良により軽音部を離脱（休学）していた事が番組から正式に発表された。そのまま復帰せずにフェードアウト。 2019年2月15日放送分にて正式に生徒に昇格。それまでは補欠。                                                                       |
| 36       | 川谷花音               | かわたに かのん            | 2002年3月23日（22歳）  | 東京都   | 3期生 | 1週目                   | 2021年4月1日放送分                                                   | Abama TV『今日、好きになりました。 第11弾』出演。カンコー委員会2期生 TGA17 TGA18 セミファイナリスト |
| 37       | 杉山龍生               | すぎやま りゅうせい        | 2000年5月9日（24歳）   | 東京都   | 3期生 | 1週目                   | 2021年4月1日放送分                                                   | |
| 38       | 森田泰平               | もりた たいへい            | 2002年11月4日（22歳）  | 東京都   | 3期生 | 1週目                   | 2020年1月6日（休学前最後の出演は2019年10月30日放送分）               | 2020年1月6日放送分にて勉強に専念する為活動休止（休学）すると番組から発表されたがそのまま復帰せずにフェードアウト。 |
| 39       | 林優菜                 | はやし ゆうな              | 2001年8月16日（23歳）  | 静岡県   | 3期生 | 2週目                   | 2020年9月30日                                                        | LINE LIVEオーディション合格者。LINE BLOG OF THE YEAR 2019記事賞受賞。 2020年10月6日、番組Twitter及び番組ホームページで学業優先のため同年9月30日で卒業したと発表された。 |
| 40       | 藤原侑也               | ふじわら ゆうや            | 1999年12月28日（25歳） | 大阪府   | 3期生 | 3週目                   | 2021年4月1日放送分                                                   | LINE LIVEオーディション合格者 ONEチャンピオンシップ オフィシャルサポーター |
| 41       | 兼行凜                 | かねゆき りん              | 2003年10月30日（21歳） | 神奈川県 | 3期生 | 4週目                   | 2021年4月1日放送分                                                   | 現最年少、TGC AUDITION 2020 DUO賞 |
| 42       | 頓知気さきな           | とんちき さきな            | 2000年3月6日（25歳）   | 大阪府   | 3期生 | 5週目                   | 2021年4月1日放送分                                                   | femme fatale。実姉は戦慄かなの（ZOC）。ミスiD2019 |
| 43       | 兎遊                   | うゆ                       | 1999年10月7日（25歳）  | 中国     | 3期生 | 5週目                   | 2020年12月27日                                                       | ミスiD2018グランプリリモート収録になって以降ほとんど出演していなかったが、2020年12月27日に正式に卒業を発表。直後に別事務所・別グループへ移籍した。 |
| 44       | 三鴨アーサー           | みかも あーさー            | 2001年3月31日（23歳）  | 東京都   | 3期生 | 5週目                   | 2021年4月1日放送分                                                   | |
| 45       | 齋藤有紗               | さいとう ありさ            | 2001年3月29日（23歳）  | 千葉県   | 3期生 | 6週目                   | 2021年4月1日放送分                                                   | |
| 46       | 姜羽相                 | カン ウサン                | 2000年11月6日（24歳）  | 韓国     | 3期生 | 6週目                   | 2021年4月1日放送分                                                   | |

### 番組・プロジェクト終了後の生徒の動向
2021年2月1日（2月2日深夜）放送分で、番組・プロジェクト終了発表にレギュラー出演していた生徒たちは、3月末で全員が青春高校3年C組を卒業扱いとなった。

#### 生徒たちの動向
- 宇都木彩乃 - 番組・プロジェクト終了前後に、テレビ朝日の『声優パーク』の構成スタッフとなっている[26]。
- 木目田俊 - 番組・プロジェクト終了を機に、別の進路に進むことを公表、それに伴って番組・プロジェクト終了と同時にSNSも全てアカウントを削除・閉鎖していた。2022年8月に青二プロダクションに所属したことが発表された[27][28]。
- 頓知気さきな - 姉の戦慄かなのとのアイドルグループfemme fataleのメンバーとして活動している。
- 日比野芽奈 - 群馬クレインサンダーズの公式応援ライバーとして就任[29]。バラエティ番組の司会[30]などに出演し、女優・タレントとして活動していた。2022年9月25日に『佐久間Pアイドルプロデュースプロジェクト』のメンバーに合格。TWIN PLANETからALWAYSに移籍し「ラフ×ラフ」のメンバーとして活動。
- 前川歌音 - 舞台『美少女戦士セーラームーン』に出演。舞台などを中心に活動している。2023年にTWIN PLANETからALWAYSに移籍しソロ歌手としてデビューした。
- 大曲李佳 - テレビ朝日の『ロンドンハーツ』でファンの推し企画で紹介された[31]。舞台などで活動している。
- 姜羽相 - 韓国に帰国していたため、卒業式・卒業ライブはリモートからの出演となった。後に『ベビースターズ』の公開反省会にゲストとして登場している。
- 出口晴臣 - 劇団ノーミーツ「むこうのくに」、江古田のガールズ「遺作」への出演など、舞台や映画での活動をしている。
- 兼行凜 - TWIN PLANET退所後、フリーに転向。現在は舞台などを中心に活動している。
- 黒木美佑 - TWIN PLANET退所後、2021年11月からmitt managementに所属し、現在は舞台などを中心に活動している。
- 持田優奈- TWIN PLANET退所後、2021年4月からヒラタオフィスに所属し、現在はドラマなどを中心に活動している。[32][33]
- ボールドウィン零 - 番組・プロジェクト終了後、2021年12月12日の『即興コントステージ ～X’mas公演～』[注 44]に出演し、2022年2月14日に有賀零に改名して活動していくことを発表[34]。2022年8月7日に山口茜プロデュースのアイドルグループに加入することが発表された[35]。現在は舞台などを中心に活動している。
- 杉山龍生 -ミス・ミスター立教コンテストに出場し、2021年度の準ミスター立教に選ばれる。
- 浅井優平 - 2022年4月16日に音楽プロジェクトをスタートを発表。同時にYuheyに名義を変えて活動[36]。
- 女鹿椰子 - TWIN PLANET退所後、2022年6月28日にプロダクションノータイトルに所属。同時に女鹿莉奈に改名した[37]。
- 西村瑠香 - 2023年から、ALWAYSに所属している。[38]2022年に『絶メシロードseason2』は写真出演のみとなり[39]、2023年『絶メシロード出張編』の後編には出演。2023年9月からは「新生ラストアイドル」のメンバーとして活動。
- 久保侑大 - 「ミュージカル・テニスの王子様 4th シーズン」等に出演[40][41]。

#### その他
- 久保侑大と河野紳之介の2名は新たにYouTubeを開始。2022年に入り、河野紳之介のみYouTubeを継続したが2023年11月現在アカウントは削除されている[42]。
- 大下美瑠と小倉可愛などの一部生徒は、番組・プロジェクト終了後に『TWIN PLANET』を退所し、別の進路やフリーで芸能活動などを継続している[注 45]。
- 番組・プロジェクト終了前後に、YouTubeチャンネル・日経テレ東大学の経済Laboに、日比野芽奈、大曲李佳、持田優奈、頓知気さきな、齋藤有紗、ボールドウィン零が登場した。しかし、再生回数が3桁台 - 4桁台と振るわず短期間で企画が終了となった[43]。

- 出口晴臣、エゼマタ健太チャールズ、本多睦、別所匠の4名で『ベビースターズ』を結成し、YouTubeチャンネルの開設[44]、コントライブの開催などを行った。また『キングオブコント』に出場した。2022年3月16日・17日のベビースターズ第3回公演「完かんカンkan」が最後のコントライブ[注 46]になることを発表した[45]。
- 佐久間宣行がYouTubeチャンネル「NOBROCKドキュメント」を2022年6月4日に開設し、『佐久間Pアイドルプロデュースプロジェクト』を開始した。2022年6月7日に「【初投稿】佐久間宣行の元に一通のDMが届いた」がアップロードされ、日比野芽奈、西村瑠香、前川歌音、大曲李佳、齋藤有紗の5名が密かにアイドル活動に向けて準備しており、プロデュースを佐久間に依頼していたことが明かされた[46][47]。2022年7月1日にオーディションを開催することが発表された[48]。2022年9月25日に最終審査まで残ったメンバーの5名のうち、日比野、齋藤が合格した[49]。2022年12月8日にグループ名が『ラフ×ラフ』と発表された。
- 2024年6月に佐久間宜行がYouTubeチャンネル「NOBROCK TV」にて、2020年3月まで副担任を務めた中井りかと同番組で演出を務めた三宅優樹が結婚したことを公表した[50][51]。

## 主なコーナー

### 夕方帯時代

#### 全曜日共通
- 青春高校ニュース（不定期）

日々青春高校内で起こった出来事を番組冒頭にニュース形式で伝える。収録に移行後はエンディングで生徒自らが伝える。
- 各部活の楽曲披露（不定期）

番組終盤に女子アイドル部・軽音部・ダンス&ボーカル部・企画ユニット→男子アイドル部・新ユニット・生徒全員の楽曲を不定期で披露していた。
- 生徒手帳

収録放送となった2019年10月1日放送分以降のCM明けに生徒を紹介する企画。なお、紹介する生徒は出席番号順で紹介されていた。
- 抜き打ちテスト・パーフェクトバカ決定戦（不定期）

青春高校でも現実の学校同様で抜き打ちテストがあった。
番組内・放課後トークで、惜しい解答、珍解答をメインに紹介され、担任から生徒がいじられた。成績が良い生徒や普通の生徒は特に何もないが、各テストの成績がビリもしくは下位3〜4名の生徒はテスト最終日に『青春バカ』を賭けたクイズに挑戦、最後の1人に残ってしまった生徒が『青春バカ』となった。以下が抜き打ちテストの結果である。
第1回 総合トップ なる 総合ワースト3 西村・前川・夘余野（初代青春バカ）
第2回 総合トップ 黒木 総合ワースト3 西村・前川・田中（2代目青春バカ）
第3回 総合トップ 兼行 総合ワースト4 西村・前川・川谷・田中（3代目青春バカ）
- 催眠術企画（不定期・完パケ）

2019年1月24日・25日放送分では第1弾・4月29日・5月1日放送分では第2弾として実施された。
催眠術師・十文字幻斎による催眠術に生徒がかけられる企画。第1弾・第2弾いずれもMCは木曜日担任（隔週）のおぎやはぎであった。
第1弾（1月）はウィンターライブ大成功記念としてトーマスの夢を叶える形で放送され、トーマス・日比野・浅井・きめしゅん・河野・おばちゃん・ハニトラ・リキ・前川・別所に催眠術がかけられた。
第2弾（4月・5月）では日比野・浅井（優子）・きめしゅん・おばちゃん・女鹿・リキ・ボールドウィン・田中・久保・まーがりん・涌嶋・松岡に催眠術がかけられた。また、一部を除く第2弾のメンバーで催眠術を使った街ブラロケが敢行された。
- 青春高校家庭訪問（不定期・完パケ）

担任が生徒の自宅に訪問する企画。生徒の家族も登場した。
第1弾の2018年12月放送分では、金曜日担任の日村勇紀と飯塚悟志（隔週）が出口（10日放送分）とおばちゃん（11日放送分）の自宅に訪問。
第2弾の2019年1月28日放送分では、木曜日担任（隔週）のおぎやはぎがボールドウィンの自宅に訪問し、ボールドウィンの父親である、タレントのロバート・ボールドウィンも登場した。

#### 月曜日
- やりきリリック（1期生 第1週目 - 第2週目）

ゲスト：らっぷびと
- 青春! 絶叫自己紹介!!（1期生 第3週目）
- 流出! 青春自己PR動画（1期生 第4週目以降（2期生 アイドル部（第2週目）は除く。））
- 先生騙して自己紹介! クイズカズライヤー→青春高校共通一次・カズセンター→共通1次!カズ面談（入学希望者ウィークのみ）
- スタジオ公演ニュース

#### 火曜日
- 青春ドラマチック! 3年C組励まし先生（不定期だが、入学希望者ウィークの時は必ず実施）

ゲスト：木山裕策（第1週目 - 第4週目）、サンプラザ中野くん（第5週目 - 第7週目）
- イカ二貫選手権（火曜日担任が千鳥の週にて不定期で実施される。）

この企画はノブに負担がかかる企画であり、特にわったーのダジャレはノブに負担をかけていた。また、この企画の影響からか、ノブはわったーのダジャレを『ダジャレアレルギー』と呼んでいた。

#### 水曜日
- ザ・小宮チャレンジ
- 入学希望者vs3-C生徒 演技力対決!（3期生 オーディションウィークのみ）
- デート企画

基本的に生徒同士のデート企画だが、生徒と各曜日の担任でデート企画が行われることもある。
- 岩永応援企画（2019年3月20日放送分）

#### 木曜日
- 教えて!ガチ恋ティーチャー
- 10代のリアルが丸わかり！青春ハイスクールワイドショー
- 青春討論!これってアリですか?（3期生 入学希望者ウィークのみ実施）
- バカリズム先生に気に入られよう!

村西があるあるネタで大喜利をしバカリズムから的確なアドバイスをもらうのが恒例だった。
- 出口のバレンタインデー・ホワイトデーのお返し企画（2019年2月14日・3月14日放送分）

リポーターはおばちゃんが担当。テレ東本社にファンが集まるのが少ない。また、別所においしい所を持っていかれている。また、2019年3月14日放送分では、月曜日担任である安藤なつがプライベートでホワイトデーのお返しに来ていた。
- 友達デート（2019年3月21日放送分）

ボールドウィンと日比野が、原宿と渋谷でデートをして「将来の事」や「女子アイドル部」についての本音を語り合った。

#### 金曜日
- 流行り者大好き! 乗っかり日村先生!→リップシンク部[注 51]→TikTok部[注 52]

時々リップシンクの達人がゲスト講師として招かれる場合がある。
- 入学希望者最後のスピーチ（入学希望者ウィークのみ）
- 合格者発表（入学希望者ウィークのみ）
- ダンス選手権
- フリーボケタイム（放課後トークのみで基本的に金曜日担任が飯塚の週にて不定期で実施される。）
- 男子が選ぶ!女子もこんなにカワイイんだぞ!!選手権(2019年3月15日)

褒められた女子生徒には、表彰状が送られた（副担任の中井も表彰された）。

#### ハニトラ卒業企画
- 山口茜（ハニトラ）が卒業するにあたり、成人組でリムジンを用意してインスタ映えするスポットへ行ったり、中でシャンパン（ノンアル）を初めて飲んだ。
- メンバーを変えて山口の看護をしている姿が見たいと実践。チャーリー・山口・前川・浅井（女装に変身）が制服に着替て実践。途中、わったー・本多・女鹿・佐藤がボケ続けていた。
- サプライズで、ホームパーティー会場へ。3Cのクラスが一足先に会場作りと料理を振る舞った。そして二期生から歌のプレゼントを発表。佐藤がサンドバッグになりキックボクシングを披露した。最後に山口からクラスへ向けて感謝の言葉を述べた。

#### 1年間の振り返り企画 過去と未来の自分へ手紙を書こう
- 出席番号順に、手紙を書いて声に出して読む企画。（2019年3月25日〜27日）

#### ネット配信限定企画
- 放課後トーク（放送終了後に実施。2018年4月 - 2018年12月まではParaviで、2019年1月 - はLINELIVEで配信）
- プレトーク（放送開始前の2018年5月14日 -。Paravi・LINELIVEも含む全てのネットのライブ配信で実施（2019年9月30日までの事前収録回及び10月1日以降の一部の回は無し））。

また、基本的に各曜日の担任は参加しない。水曜日担任の三四郎のみ参加していた。（他の曜日の代理で出演する日も含む）
2019年10月以降は日替わりで生徒2名が担当。夕方枠の放送終了と同時に終了した。
- CMトーク（2018年のParaviのライブ・アーカイブ配信のみ実施。完全版がLINE LIVEに移行してからは実施されていない。）
- 個別面談（YouTube Live・Paraviのみ配信）

### 月曜深夜時代

#### ネット配信限定企画
- 放課後トーク(LINELIVEで完全版としてアーカイブ配信)

### ビジュアルおよび楽曲制作
- HoneyWorksが番組開始時に担当。

## 部活
- 部活での活動は、青春高校のイベントや劇場公演などで披露されていたが、番組でも披露することがあった。
- それぞれの楽曲は秋元康作詞（「引きこもりあるあるの歌」のみ当番組の構成作家のオークラ作詞）である。
- 2019年6月13日放送分にて部活の再編成が行われ、一部部活のリニューアル、新ユニット誕生、1・2期生の移動や3期生の加入が行われた。

### 軽音部「Hey!School」→「地球の音」
- 顧問 小峠・千鳥（2020年3月まで）
- メンバー リキ（元リーダー、ボーカル、2019年7月まで）・本多（現リーダー、ベース）・夘余野（ギター、休部中）・黒田（ギター、2019年6月まで）・小沼（キーボード）・前川（ドラムス・カホン、2019年6月まで）・上島（バイオリン、2018年11月から）・松岡（ギター・コーラス、2018年11月から、休部中）・黒木（ドラムス・カホン、前川の代理）・涌嶋[注 54]（ギター・ボーカル、2019年6月から2020年12月まで）・藤原（ドラムス・カホン、2019年6月から）
- 『うるさいうた』

作詞：秋元康 小峠英二 作曲：川浦正大 小峠英二 編曲：川浦正大
小峠が番組で披露した自身が昔やっていたバンドの持ち歌のサビを残して改作した楽曲のため、作詞作曲に小峠の名前がクレジットされた。ボーカルはリキ。リキ離脱後は涌嶋・松岡のツインボーカル。
- 『自己嫌悪の夜』

作詞：秋元康 作曲：川浦正大 編曲：川浦正大
ボーカルはリキ。リキ離脱後は涌嶋。
- 『負け犬のブルース（カバー）』

作詞：秋元康
- 『好きならYeah! Yeah! Yeah!』

作詞：秋元康 作曲：HiBiKi 編曲：野中"まさ"雄一
ボーカルは涌嶋。初披露のライブ時は松岡もサブボーカル・ギター（間奏ギターソロ含む）で参加していた。CD化は松岡離脱後。CDの演奏は打ち込みのため全員のコーラスパートが追加補強された。
- 『自分のうた』

作詞：秋元康 作曲：川浦正大 編曲：若田部誠
ボーカルは本多。

### ダンス＆ボーカル部「The BUMPY」→「ディアフレンズ」
- 顧問 バカリズム（2020年3月まで）
- メンバー 相田（中本の代理で暫定センター・2018年11月から2019年6月まで）・中本（元リーダー、創設から2018年11月まで）・チャーリー（現リーダー）・わったー・トーマス・佐藤・きめしゅん・おばちゃん・宮本・出口・小倉・田中（2018年11月から2019年6月まで）・湧嶋（2018年11月から2019年6月まで）・村西（2019年6月から2019年8月まで）・杉山（2019年6月から）・林（2019年6月から2020年9月まで）・リキ（2019年8月から）・飯塚[注 55]
- トーマス 2020年4月〜ダンスボーカル部マネージャーに変更
- 基本的に全員でボーカルも担当していたが、相田、涌嶋、トーマスが在籍時はリードボーカルを担当していた。田中在籍時はラップパートを担当。再編成によりメインボーカル不在となったが突発性難聴により軽音部を離脱していたリキがメインボーカルとして加入した。
- 創設時のリーダーはダンス経験のあった中本でダンスの講師をつけずに中本がメンバーへの指導も行っていた（中本離脱に伴い教えられる者がいなくなったため講師がついた）。
- ダンス部全員でのダイエット企画を行った際に佐藤が奮闘、体形が激変するほどのダイエットを成功させた。
- 『Leave it to me』

作詞：秋元康 作曲：Ryota Saito、APAZZI 編曲：APAZZI、Ryota Saito
- 『マイナスワン』

作詞：秋元康 作曲：前迫潤哉、7th Avenue 編曲:7th Avenue
- 『約束のSunrise』

作詞：秋元康 作曲・編曲：池澤聡
- 『俺たちのMission』

作詞：秋元康 作曲・編曲：CHOCOLATE MIX

### 企画ユニット「PLANNERS」→男子アイドル部「バトラーズ」
- 顧問 メイプル超合金（2020年3月まで）
- メンバー 河野（リーダー）、なる（2019年6月まで）、浅井（2019年6月まで）、久保（2018年11月から）、別所（2019年4月から[注 59]）、黒田（2019年6月から）、田中[注 60]（2019年6月から2020年7月まで）、森田（2019年6月から、休部中[注 61]）、アーサー（2019年6月から）
- 2019年6月13日放送分にて企画ユニットが再編成され男子アイドル部バトラーズとなった。
- YouTube内でラジオ企画「バトラジ」が行われた（2万回再生でレギュラー化だが達成されずに終了）。
- 当初は3人組の企画ユニットだった。なるの休学に伴い久保が加入した。河野がドラマ等で不在の場合は主に別所が代役として入っていた。その後男子アイドル部として再編成された際に、浅井・なるが離脱し、別所・黒田・田中・森田・アーサーが加入した。
- 田中は『弁解オセロ』でラップパートを担当、ラップ詞も自ら書き下ろしており、作詞クレジットに記載された。
- 『バトラー』

作詞：秋元康 作曲：Ryota Saito、Nobuaki Tanaka 編曲：Nobuaki Tanaka、Ryota Saito
- 『気まぐれカモン』

作詞：秋元康 作曲：藤本貴則 編曲：APAZZI
- 『弁解オセロ』

作詞：秋元康・田中柊斗 作曲・編曲：杉山勝彦、三谷秀甫
- 『蜃気楼[注 63]』

作詞：田中柊斗
- 『ガッツだね!!』

作詞作曲：田中柊斗
- 『赤ずきんちゃんに手を出すな』

作詞：秋元康 作曲・編曲：CHOCOLATE MIX

### 青春高校3年C組アイドル部（女子アイドル部）
青春高校3年C組アイドル部 Blue Springとして発足し、頓知気、前川、兼行、川谷、兎遊、齋藤加入後にハイスクールベイビーが新しく作られユニット分けされた。
- 顧問 三四郎・中井（2020年3月まで）
- マネージャー 浅井（2019年6月から）
- 曲目 『青春のスピード』

作詞：秋元康 作曲：宮崎まゆ 編曲：高橋修平（テレ東音楽祭選抜メンバー）
- 『君のことをまだ何にも知らない』（女子アイドル部全員[注 66]、デビューシングル表題曲）

作詞：秋元康 作曲：杉山勝彦 編曲：杉山勝彦、三谷秀甫、谷地学、庄子絋樹
- 『好きです』（女子アイドル部全員[注 66]、2ndシングル表題曲）

作詞：秋元康 作曲・編曲：庄司裕
- 『制服自転車』（女子アイドル部全員[注 67]）

作詞：秋元康 作曲：ツキダタダシ 編曲：あらケン
- 『自分のことがわからない』

「Blue spring」
- メンバー 日比野（リーダー）、大曲（2018年11月から）、持田（2018年11月から）、西村、村西（2019年3月まで）、長野（2018年8月まで）、女鹿・山口（2019年3月まで）、ボールドウィン、黒木（2018年11月から）
- 曲目『チャイムの途中で』[注 68]

作詞：秋元康 作曲・編曲：板垣祐介
- 『無人島へ連れてって』[注 69]

作詞：秋元康 作曲家：板垣祐介 編曲：APAZZI
- 『サンダルガール』[注 70]

作詞：秋元康 作曲：フジノタカフミ 編曲：フジノタカフミ 島田尚
- 『イチャイチャしたい』[注 71]

作詞：秋元康 作曲・編曲：佐々丸
「ハイスクールベイビー」（2019年6月から）
- メンバー 前川（リーダー）、川谷、兼行、頓知気、兎遊（2020年12月まで）、齋藤
- 曲目『大っ嫌いロミオ様』[注 66]

作詞：秋元康 作曲：宮島律子 編曲：若田部誠

### 帰宅部
- 浅井・姜

浅井は後にレディースの服装でアイドル部マネージャーとなった。

### 無所属
- なる

なるは番組復帰直後だったが部活発表時に名前が呼ばれず、その日を最後に出演していない。

### 新ユニット（2018年11月〜）
ソロ
- 前川
- 曲目『クラクションレクイエム』

作詞：秋元康 作曲：山田智和 編曲：住谷翔平
当時はアイドル部ではなく軽音部のドラム担当であったため歌う機会が無かったが、歌唱力を認められてソロ曲が与えられた。
- 曲目『この曲のタイトルはなんでしょう?』

作詞作曲：上島陸歩
新ユニット1「留学生と大家さん」
- メンバー おばちゃん・チャーリー
- 曲目『ナイジェリアローズ』

作詞：秋元康 作曲：zopp×福田初×Alan de boo×石川陽泉 編曲：石川陽泉
新ユニット2「BE・N・CHI」
- 別所・出口
- 曲目『負け犬のブルース』

作詞：秋元康 作曲・編曲：池澤聡
後に軽音部がカバーする事が多くなった。

### その他
- 生徒全員
- 『夕焼けは何故、一瞬なのか？』

作詞：秋元康 作曲：A-NOTE/SAS3 編曲：若田部誠
- 『青春高校のテーマ』
- 『Never ending time』

作詞：秋元康 作曲：前迫潤哉/村山智裕 編曲：村山智裕
- 『ずっと会えなかった』

作詞：秋元康 作曲：前迫潤哉/力丸尊 編曲：力丸尊
- 村西 『引きこもりあるあるのうた』  当時ミュージックビデオも制作され、同じく引きこもり経験のあるきめしゅん・本多がバックダンサーとして出演[注 72]。歌っている村西が卒業していたためか番組終了時の卒業アルバムにも収録されなかった。
- 2期生男子（田中・久保・上島・松岡）『蜃気楼』
- 桃山あすか『私のペットにしてあげる』

作詞：秋元康 作曲：今井ひろし 編曲：渡辺亮希、今井ひろし
- 合唱曲（各曜日の担任13人全員[注 73]）『たった一つだけの約束』

作詞：秋元康 作曲：井上トモノリ 編曲：久下真音

### 漫才部「ゆーげんさん」
- 顧問 柴田(2020年3月まで)
- メンバー 日比野・チャーリー・本多

### コント部・教室コント
コント部
- 顧問 飯塚
- メンバー（文化祭）河野・夘余野・中井
- メンバー（ウィンターライブ）河野・わったー・出口・佐藤・中井

劇場公演でのコント部
- メンバー チャーリー・松岡・持田
- メンバー わったー・佐藤・出口・久保・女鹿・川谷

教室コント
- 教室コント 主演
- 文化祭 出口
- ウィンターライブ 別所
- 劇場公演（2週ごとに交代） 黒木、湧嶋＆まーがりん、ボールドウィン

### ラジオ部『きめしゅんとおばちゃんの嘘から出たマコト』
- 番組タイトル『おばちゃんときめしゅんの青春高校ラジオ部』→『きめしゅんとおばちゃんの嘘からでたマコト』（略称：嘘マコ）
- メールアドレス「seisyun3c.radio@gmail.com」や、Twitterのハッシュタグ「#青春高校3年C組」「#青春高校ラジオ部」にて、応援メッセージやメールを募集していた。

#### ゲスト
- 第1〜4回 - ゲストなし
- 第5回 - 本多
- 第6回 - 別所
- 第7回 - 企画ユニット（現在：男子アイドル部）（河野・浅井・久保）
- 第8回 - 浅井・わったー
- 第9回 - チャーリー・出口
- 第10回 - 日比野・西村
- 第11回 - リキ・前川
- 第12回 - 黒田・小沼
- 第13回 - 田中・松岡
- 第14回 - トーマス
- 第15回 - 女鹿
- 第16回 - 持田・上島
- 第17回 - 小倉・宮本
- 第18回 - 村西
- 第19回 - 黒木
- 第20回 - 湧嶋・まーがりん
- 第21回 - ハニトラ・ボールドウィン
- 第22回 - 佐藤
- 第23回 - トーマス・なる

### 青春高校YouTu部
- 基本的に全生徒が交代制で数名出演（ただし、誰が出演するかは動画がアップされるまでは分からない）。上記のラジオ部同様、青春高校YouTube公式チャンネルにて毎週水曜日・日曜日にてアップされていた。

## エピソード
- 2018年3月30日、同日に行われた会見において、テレビ東京がスケジュールを押さえていなかったというミスのため初回となる4月2日放送分に担任（MC）として出演予定だったメイプル超合金が欠席となることが明らかにされた[8]。その初回は代理としてカンニング竹山が出演した。当日の放送ではオープニングで竹山がそのことに触れ、ブッキングを担当する佐久間Pが平謝りする姿が映し出された。
- 2018年4月30日放送分から5月4日放送分（5週目）は、既に合格している生徒が全員集合してゴールデンウィーク特別企画を実施した[52]。1週間かけて学級委員長を決定する視聴者投票も行われ、1位となった日比野が学級委員長に、2位となったなる（当時補欠合格）は副学級委員長に選出された。その後、副学級委員長はなるの休学により一時空席だったが、2018年11月12日放送分のエンディングにてわったーが副学級委員長に選出された[注 74]。
- 2018年8月29日放送分をもって、長野雅が番組を卒業。8月1日放送分で、HKT48の第5期メンバー募集の最終選考まで残っていることを明かしており、番組側から青春高校を取るか、HKT48を取るか選択を迫られていた。これにより生徒は26人となる。
- 2018年9月3日放送分から2学期がスタート。2018年8月29日の放送をもって番組を卒業した長野雅がHKT48第5期メンバー募集の最終選考に合格（同年11月26日にHKT48・5期生として正式加入）。また、長野の卒業に伴い欠員が生じた女子アイドル部の新メンバー及び東京大学を受験するなるの活動の負担を減らすため企画ユニット（現：男子アイドル部）の新メンバー（2期生）を募集することを発表。さらに、新メンバーは同時に青春高校の生徒になることも発表された。
- 2018年10月1日の放送分でなるが大学受験に専念するため2018年10月3日から休学（通常の番組出演を休止）することを発表した。その後、2019年3月25日放送分にて復帰し、なるの誕生日でもある2019年5月6日放送分にて完全復帰した。
- 2018年10月29日放送分から11月2日放送分は2期生 企画ユニット（1週目、現：男子アイドル部）の新メンバーオーディション、同年11月5日 - 11月9日は2期生 女子アイドル部（2週目）の新メンバーオーディションを実施（合格者は2週分[注 75]まとめて発表）
- 2018年11月20日放送分の番組終盤に中本大賀が学業に専念するため休学。その後、夘余野陽奈乃も当初は軽音部の休部となっていたが、そのまま休学となった[注 76]。
- 2019年3月8日の放送分にて、山口茜が看護の道に進むため3月いっぱいで番組を卒業することを発表し、3月最後の放送となる3月29日に山口の卒業式を行うことが発表された。
- 2019年3月20日の放送分にて、教育実習生のノブナガ岩永が突発性難聴（機能性難聴）になった事を発表。急遽休養になった。生徒からの岩永応援企画を実施した。最後に、先生・生徒・スタッフへ向けて、岩永からの手紙を相田が代読した[53]。
- 2019年3月25日の放送分で、西村、前川、河野、黒田が4月20日スタートの日本テレビ系土曜ドラマ『俺のスカート、どこ行った?』に出演することが発表された[54][55]。また、大学受験に専念するために休学していたなるが復帰した。また、なるとハニトラが生徒として共演するのはこれがラスト。その後、なるの19歳の誕生日でもある、2019年5月6日に完全復帰する。
- 2019年3月29日の放送分をもって、山口茜が卒業。『青春高校3年C組スプリングライブ2019卒業式』と題して生放送で山口の名場面を振り返えつつ女子アイドル部としての歌唱は最後の活動となった。最初で最後のセンターで『無人島へ連れて行って』・『チャイムの途中で』を歌唱した。
- 2019年4月1日放送分からテレビせとうちでの放送開始。
- 2019年4月3日のアルタでの劇場公演（キャパ150人）→テレビ東京でのスタジオ公演にて、今後動員が1万人を達成したらCDデビューとなることが発表される。
- 2019年4月8日放送分から5月31日放送分まで3期生オーディションを実施[注 77]。
- 2019年5月24日放送分のエンディングにて、夏に敗者復活戦を開催することが発表された[注 78]。
- 2019年6月6日放送分にて、夏に行われるTOKYO IDOL FESTIVAL2019に『青春高校3年C組』としての出演が発表された。
- 2019年6月13日放送分からセカンドシーズンに突入。また、この日は部活の再編成が行われ、新ユニットや部活のリニューアル、1・2期生の部活移動、3期生の新加入などが行われた。さらに、2つに増えた女子アイドル部は2019年6月26日に行われる『テレ東音楽祭[注 79]』に出演することが発表された（選抜メンバーは同年19日に発表され、日比野、西村、前川、持田、まーがりん、川谷、兼行、頓知気、兎遊の9名）。
- 2019年8月8日放送分にて、自分の夢に早く近づくためと年齢的なことを考え、村西里世が8月28日のサマーライブ→文化祭2019→KICKOFFライブをもって卒業することを発表した。
- 2019年8月16日放送分にてサマーライブ→文化祭2019→KICKOFFライブの前売りで1万人達成が確定した為、フライングでCDデビューが決定した[注 80]。また、CDデビューするレコード会社はユニバーサルミュージックとなった。
- 2019年11月6・7日放送分にてメジャーデビューシングルの詳細を発表。表題曲は女子アイドル部13人（Blue spring・ハイスクールベイビー）による歌唱となり、曲名は『君のことをまだ何にも知らない』、発売日は2020年1月22日に決まった。さらに、他の部活「軽音部」「ダンス＆ボーカル部」「男子アイドル部」もカップリング曲で参加することになり、事実上、青春高校3年C組生徒全員でのデビューとなった[56]。
- 2020年4月7日（6日深夜）からは青春高校の月曜深夜枠での放送がスタート。新担任は夕方帯時代では金曜日担任を務めた日村が学年主任として、水曜日担任を務めた三四郎が担任として継続となった。また、この回の番組エンディングで新たに4期生を募集すると発表されていた。[注 81]
- 2020年6月16日（15日深夜）放送分で2ndシングルの発売とその詳細を発表。表題曲はデビューシングルと同じく女子アイドル部13人（Blue spring・ハイスクールベイビー）による歌唱で、曲名は『好きです』、発売日は2020年7月29日に決まった。さらに、他の部活「軽音部」「ダンス＆ボーカル部」「男子アイドル部」もカップリング曲で参加することになり、今作も事実上、生徒全員が参加する[57]。

## 放送休止・時間変更

### 放送休止
- 2018年12月26日〜2019年1月4日 - 年末年始編成のため
- 2019年4月30日 - ゆうがたサテライトの放送時間拡大のため
- 2019年12月25日〜2020年1月3日 - 年末年始編成のため
- 2020年1月24日 - 民放同時放送一緒にやろう2020大発表スペシャルの放送のため
- 2020年3月30日〜2020年4月4日 番組改編に伴う編成のため
- 2020年9月29日（28日深夜）・10月6日（5日深夜） - 全仏オープンテニス2020[注 82]ハイライト放送のため
- 2020年12月15日（14日深夜） - 全米女子オープン[注 83]ゴルフ最終日放送のため[注 84]
- 2020年12月29日 (28日深夜） 年末年始編成のため

### 時間変更
- 2020年6月30日（29日深夜） - 「ドラマスペシャル 堂場瞬一サスペンス ラストライン 刑事 岩倉剛」拡大放送のため、14分繰り下げ（0:26 - 1:14）
- 2020年10月27日（26日深夜） - 「共演NG 初回スペシャル」拡大放送のため、5分繰り下げ（0:17 - 1:05）
- 2020年12月8日（7日深夜） - 「共演NG 最終回スペシャル」拡大放送のため、10分繰り下げ（0:22 - 1:11）

## 派生番組等

### レギュラー

#### バラエティ
- はじめての個人面談（2018年・ネット配信のみ）
- 電脳トークTV〜相内さん、青春しましょ!〜（2019年4月8日（7日深夜） - 6月24日（23日深夜））
  - 電脳トークTV2〜相内さん、もっと青春しましょ!〜（2019年7月1日（6月30日深夜） - 10月28日（27日深夜））
  - 電脳トークTV2.5〜相内さん、青春忘れてませんか?〜（2019年12月2日（1日深夜） - 12月23日（22日深夜））
  - 電脳トークTV2.6〜相内さん、青春忘れてませんか?〜（2020年1月13日（12日深夜） - 1月27日（26日深夜））
  - 電脳トークTV3〜相内さん、ずっと青春続けましょ〜（2020年2月3日（2日深夜） - 9月28日（27日深夜））

2019年4月から日曜深夜ゴールデンゾーン（月曜日（日曜日深夜） 0時30分 - 0時35分）にて放送。3C生徒の日比野・持田・まーがりんがレギュラー出演。2019年7月1日（6月30日深夜）放送分からSeason 2がスタート。2019年10月28日（27日深夜）に一旦終了したが、2019年12月Season 2.5として1ヶ月限定で復活したが、2020年1月にSeason 2.6として放送し、2020年2月からSeason 3が放送される。2020年9月28日（27日深夜）で終了
日比野・持田・まーがりん以外の出演生徒は以下の通り
| 放送日                                                                           | 出演生徒   |
| -------------------------------------------------------------------------------- | ---------- |
| 2019年5月20日・27日・6月3日・7月15日・22日・9月9日・16日・10月7日・2020年8月17日 | 前川       |
| 2019年7月8日・8月12日・2020年7月13日・20日・27日                                 | 頓知気     |
| 2019年7月29日                                                                    | 前川・兼行 |
| 2019年8月5日                                                                     | 兎遊       |
| 2019年8月19日・26日・9月2日・2020年8月3日・10日                                  | 西村       |
| 2019年9月30日                                                                    | 川谷       |

#### ドラマ

##### あなた犯人じゃありません
2021年1月8日（7日深夜）から3月5日（4日深夜）まで「木ドラ25」枠（金曜 1時00分 - 1時30分（木曜深夜））にて放送された。主演は日比野芽奈。他の生徒もクラスメイトとして出演。全9話。
なお、本ドラマをもって「木ドラ25」枠としての放送を終了、次作品の『ゆるキャン△2』からは、放送時間が30分繰り上がり、枠名称も「木ドラ24」に変更される。空いた金曜1時台（木曜深夜）は単発枠になったが、2021年7月クールはドラマ『ひねくれ女のボッチ飯』を放送した。

###### あらすじ
高校のプールで女教師・泉の刺殺死体が発見され、事件担当となった刑事の五島はひょんなことから学級委員長の日比野を相棒にして捜査を進める。毎回、犯人を名乗る人物が現れるも、日比野が矛盾点を見つけだし、「あなた犯人じゃありません」と論破する。

###### キャスト
- 日比野芽奈 - 日比野芽奈
- 五島ケイジ - 山崎樹範
- 泉 - 北乃きい

###### スタッフ
- 脚本 - 土屋亮一、西条みつとし、根本宗子、冨坂友、福田卓也
- トリック監修 - 矢野了平、鈴木秀明
- 監督 - 北畑龍一、門馬直人
- 監修 - 秋元康
- 企画 - 佐久間宣行
- 音楽 - スキャット後藤、櫻井智子（第5話 - ）
- 主題歌 - 青春高校3年C組アイドル部 「自分のことがわからない」 [59]
- プロデューサー - 寺原洋平、山科翔太郎、三宅優樹、菊地聖、角田道明
- コンテンツプロデューサー - 千葉貴也
- 制作協力 - Lat-Lon
- 制作 - テレビ東京 / 東北新社
- 製作著作 - 「あなた犯人じゃありません」製作委員会（テレビ東京・秋元康・東北新社・Lat-Lon）

###### 放送日程
| 話数   | 放送日  | サブタイトル                 | 脚本         | 監督     |
| ------ | ------- | ---------------------------- | ------------ | -------- |
|        | 1月08日 | メイキング大公開SP           |              |          |
| 第1話  | 1月15日 | 前川歌音は舞台を降りない     | 土屋亮一     | 門馬直人 |
| 第2話  | 1月22日 | 兼行凜は走り続ける           | 冨坂友       | 門馬直人 |
| 第3話  | 1月29日 | 兎遊と零の炎は消えない       | 福田卓也     | 門馬直人 |
| 第4話  | 2月05日 | 頓知気さきなは手袋を外さない | 根本宗子     | 門馬直人 |
| 第5話  | 2月12日 | 大曲李佳はここにいる         | 西条みつとし | 北畑龍一 |
| 第6話  | 2月19日 | 持田優奈は捕まらない         | 冨坂友       | 北畑龍一 |
| 第7話  | 2月26日 | 西村瑠香には裏がある         | 土屋亮一     | 北畑龍一 |
| 最終話 | 3月05日 | あなた犯人じゃありません     | 土屋亮一     | 北畑龍一 |

###### 備考
2020年1月中旬に行われた番組の企画会議にてオファーがあり、2月下旬の番組内にて放送決定が発表された。当初は4月17日から放送予定だったが、新型コロナウイルス感染拡大及び改正・新型インフルエンザ等対策特別措置法に基づく緊急事態宣言発令によりドラマの収録が一時的に中断したため。放送開始が無期限延期となっていた。その後8月以降に収録を再開したが、ロケ地変更等などが生じるなど様々なアクシデントが続いた。
なお、放送される予定だった枠については、過去に放送された木ドラ25の作品を放送。放送順序を入れ替えて7月・10月は新作を放送。その後、11月26日に放送開始が決定したことが発表された。
撮影から放送までの期間が空いたため、初回放送時に卒業した生徒も出演していた。
2021年3月現在、Blu-ray・DVD-BOXによるソフト化の発売予定等は発表されていない。

###### 放送局
| 放送期間                | 放送時間                     | 放送局         | 対象地域   | 系列・備考                    |
| ----------------------- | ---------------------------- | -------------- | ---------- | ----------------------------- |
| 2021年1月08日 - 3月05日 | 金曜 1:00 - 1:30（木曜深夜） | テレビ東京     | 関東広域圏 | 製作局                        |
| 2021年1月13日 - 3月10日 | 水曜 0:00 - 0:30（火曜深夜） | BSテレ東（2K） | 日本全国   | テレビ東京系列 BSデジタル放送 |
| 2021年2月11日 - 4月1日  | 木曜 2:22 - 2:52（水曜深夜） | テレビ和歌山   | 和歌山県   | 独立局                        |
| 2022年2月8日 - 2月28日  | 月曜 - 金曜 16:10 - 16:40    | 琉球朝日放送   | 沖縄県     | テレビ朝日系列                |

- Paraviではテレビ東京での放送後からサブスクリプション方式での配信。
- ネットもテレ東（TVer、GYAO!、ニコニコチャンネル）ではテレビ東京での放送後から最新話限定で無料配信。
- テレビ和歌山、琉球朝日放送では「メイキング大公開SP」の放送は無し。

| テレビ東京 木ドラ25→木ドラ24                                        | テレビ東京 木ドラ25→木ドラ24                                                      | テレビ東京 木ドラ25→木ドラ24                                                                    |
| 前番組                                                              | 番組名                                                                            | 次番組                                                                                          |
| ------------------------------------------------------------------- | --------------------------------------------------------------------------------- | ----------------------------------------------------------------------------------------------- |
| 30歳まで童貞だと魔法使いになれるらしい （2020年10月9日 - 12月25日） | あなた犯人じゃありません （2021年1月8日 - 2021年3月5日）                          | ゆるキャン△2 （2021年4月2日 - 6月18日） - ※ここから放送時間繰り上げ、枠名称を「木ドラ24」に変更 |
| テレビ東京 金曜1:00 - 1:30（木曜深夜）枠                            |                                                                                   |                                                                                                 |
| 30歳まで童貞だと魔法使いになれるらしい （2020年10月9日 - 12月25日） | あなた犯人じゃありません （2021年1月8日 - 2021年3月5日） - 【ここまで木ドラ25枠】 | 番組宣伝・単発番組枠                                                                            |

### 単発特番
- 青春高校3年C組「若手芸人決定スペシャル」（2018年3月29日）
- 青春高校3年C組「深夜の皆さまはじめましてSP」（2018年6月14日）
- 青春高校文化祭 完全版（2018年9月、Paraviのみ）
- 青春高校特別編「あの感動の夏よもう一度SP!」（2018年10月25日）
- 青春高校特別編「喜怒哀楽が爆発! エモすぎ名場面ランキングSP」（2018年11月8日）
- 青春高校3年C組「感動のウィンターライブSP」（2018年12月30日）
- 青春高校3年C組【祝!デビュー】青春高校ってこんなグループSP（2020年1月11日・18日）[注 91]
- 青春高校3年C組 ラインライ部 オリジナル配信!（2020年1月31日、LINE LIVEのみ）[注 92]
- 青春高校3年C組〜最終回SP〜 (2021年3月31日)

### 生徒の他番組への出演

#### テレビ

##### バラエティ
- 一夜づけ - 日比野・西村・卯余野・前川（2018年11月20日）、日比野・前川・河野・久保（2020年4月19日）、頓知気・日比野（2020年8月4･5日）（テレビ東京）
- 無料屋 - チャーリー[注 93]（2019年2月1日 - 2020年9月25日【月1回放送】、テレビ朝日）
- 超かわいい映像連発!どうぶつピース!! - わったー[注 94]（2018年10月26日、テレビ東京）
- 新shock感 - （2019年4月21日 -、テレビ東京）出演生徒の詳細は後述。
- 世界ナゼそこに?日本人 〜知られざる波瀾万丈伝〜 → ナゼそこ? - 日比野・持田・頓知気（2019年12月16日・2020年1月13日、テレビ東京）
- 緊急SOS!池の水ぜんぶ抜く大作戦 - 日比野・前川・持田（2019年12月22日、テレビ東京）
- 所さんの学校では教えてくれないそこんトコロ! - 持田（2020年1月17日[注 95]・8月28日[注 95]、テレビ東京）
- 凄技★クラフトマン〜驚き材料で衝撃過ぎるぶっとび傑作77連発SP〜 - 日比野・頓知気（2020年1月19日、テレビ東京）[注 96]
- おはスタ - 女子アイドル部（2020年1月29日、テレビ東京）
- 有吉ぃぃeeeee!そうだ!今からお前んチでゲームしない? - 日比野（2020年2月2日、テレビ東京）
- 勇者ああああ〜ゲーム知識ゼロでもなんとなく見られるゲーム番組〜 - 河野・久保・別所・チャーリー・きめしゅん[注 97]（2020年2月14日、テレビ東京）
- お願い!ランキング - 兼行（2020年3月4日・3月11日）[注 98]（テレビ朝日）
- 痛快TV スカッとジャパン - 頓知気（2020年3月16日）[66]、前川（4月20日）[67](フジテレビ)
- 家、ついて行ってイイですか?[注 99] - 日比野・頓知気・川谷（2020年8月12日）[注 100](テレビ東京）

新shock感の出演生徒は以下の通り
| 放送日                            | 出演生徒                     |
| --------------------------------- | ---------------------------- |
| 2019年4月21日・10月20日・10月27日 | 持田・前川                   |
| 2019年5月5日                      | 持田・日比野                 |
| 2019年7月7日・21日                | 日比野・前川・兎遊           |
| 2019年7月14日                     | 持田・まーがりん・おばちゃん |
| 2019年8月25日・9月1日・12月29日   | 頓知気                       |
| 2020年1月8日・15日                | 齋藤                         |
| 2020年2月12日・19日               | 日比野・前川                 |
| 2020年8月1日                      | 持田                         |

##### ドラマ
- 俺のスカート、どこ行った? - 河野・黒田・西村・前川（2019年4月20日 - 6月22日、日本テレビ、毎週土曜日 22:00 - 22:54）
- 孤独のグルメ Season8 - 第1話 わったー・女鹿・ボールドウィン・出口・松岡（2019年10月5日）、第4話 日比野・齋藤（同年10日26日）（テレビ東京、毎週土曜日（金曜日深夜） 0:12 - 0:52）
- 新米姉妹のふたりごはん - 第5話 前川・まーがりん・頓知気（2019年11月8日[注 101]・2020年5月15日（再放送）（テレビ東京、毎週金曜日（木曜日深夜）1:00 - 1:30））
- 知らない人んち（仮）〜あなたのアイデア、来週放送されます！〜 - 第3話 前川・頓知気（2019年11月19日、テレビ東京）
- DASADA - チャーリー（2020年1月16日 - 3月19日、日本テレビ、毎週木曜日（水曜日深夜） 0:59 - 1:29）
- 絶メシロード（2020年1月25日 - 4月11日、テレビ東京、毎週土曜日（金曜日深夜） 0:52 - 1:23） - 西村（須田紬 役）、河野・久保・黒田・田中（4月11日、アイドルグループ「Tear Drops」役）
- 駐在刑事 Season2 - 第3話 前川・兼行（2020年2月7日）[68]（テレビ東京、毎週金曜日 20:00 - 20:54）
- 添い寝くん2.5≦3.0 - きめしゅん（2020年3月10日（9日深夜）・3月11日（10日深夜）・3月12日（11日深夜）、テレビ東京）
- DASADA〜未来へのカウントダウン〜 - 第1話〜第10話 チャーリー（2020年7月2日 - 9月3日）（日本テレビ、毎週木曜日（水曜日深夜） 0:59 - 1:29）
- 浦安鉄筋家族 - 最終話 チャーリー（2020年9月26日[注 102]、毎週土曜日（金曜日深夜） 0:12 - 0:52）
- モコミ〜彼女ちょっとヘンだけど〜 -第5話 日比野（2021年2月27日[69] テレビ朝日 毎週土曜日 23:00 - 23:30）

##### 音楽番組
- テレ東音楽祭2019 - 女子アイドル部（テレ東音楽祭選抜メンバー[注 65]）(2019年6月26日 17:55 - 22:54、テレビ東京)
- 大正製薬Presents MelodiX!スペシャル2019 - 女子アイドル部（2019年12月28日 23:25 - 12月29日 0:55、テレビ東京）
- 音流〜ONRYU〜 - 日比野・持田・頓知気・兼行・川谷(2020年1月18日)、日比野・頓知気（2020年8月1日）（テレビ東京、毎週土曜日（金曜日深夜） 3:15 - 3:45)
- 月〜金お昼のソングショー ひるソン! - 女子アイドル部（2020年1月27日・2月13日・6月18日（再放送）・7月3日（再放送））（テレビ東京、毎週月曜日 - 金曜日 11:35 - 11:40）
- プレミアMelodiX! - 女子アイドル部（2020年7月28日）（テレビ東京、毎週火曜日（月曜日深夜） 2:15 - 2:45）
- テレ東音楽祭2020秋 - 女子アイドル部（2020年9月30日 18:25 - 22:54、テレビ東京）

##### スポーツ
- 格闘王誕生！ONE Championship - 藤原（2019年9月26日、テレビ東京、毎週金曜日（木曜日深夜） 2:05 - 2:35）

##### アニメ
- ブラッククローバー - ボールドウィン 第108話・第113話（2019年11月5日・12月3日）（テレビ東京、毎週火曜日 18:25 - 18:55）

#### ラジオ
- ミュ〜コミ+プラス - 持田・頓知気・齋藤（2020年1月23日）、日比野・頓知気（2020年7月30日）（ニッポン放送、毎週火曜日 - 金曜日（月曜日 - 木曜日深夜） 0:00 - 0:53）
- 佐久間宣行のオールナイトニッポン0(ZERO)[注 103] - 持田・頓知気・齋藤（2020年1月23日）、日比野・頓知気（2020年7月30日）[注 104]（ニッポン放送[注 105]、毎週木曜日（水曜日深夜） 3:00 - 4:30）
- トレンディエンジェルのPePePeラジオ - 日比野・持田（2020年2月1日、文化放送、毎週土曜日 11:00 - 13:00）
- 劇団サンバカーニバル - 頓知気・齋藤（2020年2月8日）（FM FUJI、土曜日 20:00 - 22:00）
- レコメン! - 頓知気・前川・出口（2020年2月10日）、日比野・頓知気・チャーリー（2020年7月28日）（文化放送、毎週月曜日 - 木曜日 22:00 - 翌1:00）
- キラメキミュージックスター「キラスタ」 - 日比野・頓知気・前川（2020年2月19日）、日比野・前川（2020年7月29日）[注 106]（FM NACK5、毎週月曜日 - 木曜日 18:00 - 20:00）
- KEIYOGINKO POWER COUNTDOWN REAL - 女鹿・日比野・齋藤（2020年2月22日）（bayfm、毎週土曜日 15:00 - 17:50）
- 岡副麻希のほくほくみゅ〜じっく - 日比野・黒木（2020年7月26日[70]）（文化放送、毎週日曜日 19:00 - 20:00）
- なな→きゅう[注 107] - 日比野・女鹿（2020年7月29日）[注 106]（文化放送、毎週月曜日 - 金曜日 7:00 - 9:00）

#### ネット配信
- 卓志ぃぃeeeee! - 日比野・西村・持田（2019年11月12日）[注 97]、日比野（2019年12月19日・12月22日）（YouTube、不定期配信）
- チャンスの時間[注 108] - 女子アイドル部（2020年2月12日、AbemaTV、毎週水曜日 23:00 - 24:00）

#### CM
- ソフトバンク 学割HERO’S「青春応援」篇 - 大曲・持田・西村・齋藤・日比野（2020年11月28日 - ）[71]

## 外部イベント出演
- TGC teen 2019 summer（2019年7月29日、新木場STUDIO COAST） - 日比野・持田・河野・久保・兼行・川谷・兎遊・黒田・小沼・佐藤
- Rakuten GirlsAward 2019 AUTUMN/WINTER（2019年9月28日、幕張メッセ）- 持田・男子アイドル部（オープニングアクト）
- SDGs推進 TGC しずおか 2020 by TOKYO GIRLS COLLECTION（2020年1月11日、ツインメッセ静岡） - 林
- 第30回 マイナビ 東京ガールズコレクション 2020 SPRING/SUMMER（2020年2月29日、国立代々木競技場第一体育館） - 兼行

### 青春高校3年C組（アイドル部女子アイドル部）
- Girls Delight SP（2018年11月27日、Zepp Tokyo）
- シタマチマルシェ（2019年8月27日、おかちまちパンダ広場）
- TOKYO IDOL FESTIVAL2019（2019年8月4日、SMILE GARDEN）
- ＠JAM EXPO 2019（2019年8月24日、横浜アリーナ）
- ギュウ農フェス秋のSP 爆音大収穫祭 road to 2020（2019年10月5日、新木場STUDIO COAST）
- ミスiDフェス2020 ー卒業式ー（2019年11月23日、講談社本館）- 日比野・西村・前川・持田・まーがりん・川谷・兼行・頓知気・兎遊・齋藤
- 青春高校アイドル部「WHITE graph 003」発売記念イベント（2020年2月15日、講談社本館)[72]

## イベント
- 2018年8月27日に番組初のイベント『青春高校文化祭 〜1/人生の今日を大切にしよう〜』を開催。イベント会場である東京富士大学からの生中継も行われ、月曜日担任のメイプル超合金、火曜日担任（隔週）の小峠英二、水曜日担任の三四郎も駆けつけた[注 109]。（その他の担任の千鳥、おぎやはぎ、バカリズム、日村勇紀、柴田英嗣、飯塚悟志は不参加）このイベントで、唯一の補欠合格だった別所匠が正式に生徒になる。
- 2018年12月26日に『青春高校ウィンターライブ』を開催。イベント会場である中野サンプラザからの生中継は行われなかったが、12月30日(29日深夜)に『感動のウィンターライブスペシャル』と題し、ウィンターライブの模様を編集して放送された。また、2019年1月9日放送分〜1月11日放送分までは29日のスペシャルで収まり切らなかったシーン（新ユニット、漫才部・コント部、別所主演の教室コント）を放送した。

また、月曜日担任の安藤なつ、火曜日担任（隔週）の千鳥、水曜日担任の三四郎も駆けつけた。（なお、千鳥のみスケジュールの都合で途中から参加。その他の担任のカズレーザー、小峠英二、おぎやはぎ、バカリズム、日村勇紀、柴田英嗣、飯塚悟志は不参加だったが、各曜日の担任13人で『たった一つだけの約束』を披露した。なお、駆けつけた上記5人の担任はステージ上で歌い、駆けつけられなかった8人の担任は事前に撮ったVTRで歌った。）
- 2019年3月29日に『青春高校3年C組スプリングライブ卒業式2019』を開催。ハニトラの卒業式を行った。この日は金曜日の放送だった為、金曜日担任の日村勇紀・飯塚悟志（隔週）がライブのMCとして出演した。ライブは16:00〜だったが、17:25 - のプレトーク、17:30 - 17:55の本編ではライブ会場となったテレビ東京から生中継して生放送を行った。また、LINE LIVEでの放課後トークでは本編では収まり切らなかったライブ映像が放映された。なお、この日不参加だった、トーマスとなる、そして卒業生の長野（HKT48）[注 111]はVTRでハニトラの卒業を祝った。また、翌週4月5日放送分では、その卒業ライブでの事件簿を放送した。
- 2019年2月28日〜3月3日の4日間、新宿アルタ KeyStudioにて計5回の劇場公演を行い、無事に成功して幕を閉じた。座長は、トーマス・本多・河野・きめしゅん・日比野が務め、歌・コント・漫才・演技を披露した。
- 2019年4月3日より、新宿アルタ KeyStudioにて劇場公演がスタート。（毎週水曜〜日曜まで計6公演（5月第2週以降は毎週金曜〜日曜の計4公演）実施（水曜〜金曜は19:00公演・日曜は14:00公演公演、土曜は14:00公演と18:00公演の2公演（そのうち1公演は女子生徒のみ出演の女子公演））

また、客としてではあるが、木曜日担任（隔週）の小木博明の家族と金曜日担任（隔週）の柴田英嗣が駆けつけていた。
2019年5月29日からの劇場公演は会場が新宿アルタ KeyStudioから六本木 テレビ東京第4スタジオに変更され、公演日程も毎週水曜〜土曜の計5公演実施（水曜〜金曜は1公演（そのうち1公演は女子生徒のみ出演の女子公演である）、土曜は2公演）となる。
また、2019年6月15日の第2部の公演にて男子生徒のみ出演の男子公演が実現した。なお、この日は立ち見席が出来る程満員だった模様。さらに、好評につき同年7月4日の公演でも第2回男子公演が行われた。また、第2回も立ち見が出来る程超満員だった模様。
またさらに、大好評につき同年8月3日にて第3回男子公演も行われることが決定した。なお、第3回目の男子公演は2公演(12:30公演、15:30公演)行い、8月は毎週男子公演が行われ、9月以降も不定期に行われる。
また、4月の公演以降も不定期で生徒による座長公演も行われており、ファンが生徒手帳のスタンプを貯め、座長任命権を行使し、当選すればその生徒の座長公演を開催できる。
当初は、ドラマの撮影準備のため、2020年3月7日の公演をもって休演する予定だったが、後述に記載するように新型コロナウイルスの感染拡大防止による影響で、2020年2月29日・3月7日の公演を中止。2020年2月22日の公演をもって観客入れてのスタジオ公演は終了「打ち切り」となった。その後、半年間の中断を経て、2020年8月9日に「「好きです。」発売記念ありがとう手作りLIVE」からLINELIVEの配信によるスタジオ公演「オンライン公演」が復活。2020年10月25日の「TIFありがとうLIVE」からは、不動産会社のオープンハウスが冠スポンサーが付き。本格的にオンライン公演として再開し、それ以降は、presented by OPEN HOUSEとして毎月の最終日曜日でオンライン公演が行われていた。但し、オンライン公演移行後は、かつての座長公演は行わず、部活動ごとによるパフォーマンス・ライブなどがメインとなっていた。2021年2月28日の「ラストオンラインLIVE」では、男子生徒・女子生徒のみの公演が実現した。当初は、2021年2月28日の「ラストオンラインLIVE」で劇場公演から続いたスタジオ公演「オンライン公演」は終了したが、好評につき同年3月21日にも卒業ライブ「青春高校卒業ライブ〜最後に最高の自分でお別れを〜」が行われた。
2021年3月21日の「青春高校卒業ライブ〜最後に最高の自分でお別れを〜」では、これまでの青春高校の部活動やユニット曲・合唱曲が披露された。部活動ごとの最後の曲では、卒業したメンバーの写真のパネルで飾られた、部活動のこれまでのVTRが流れ、部員による最後の挨拶が行われた。また、新曲の合唱曲である「また会いたいと思える友に、人生で何人巡り逢えるか？」が初披露された。ライブの一部が「青春高校3年C組〜最終回SP〜」でも放送された。
公演スケジュール
| 公演日                                                   | 開催場所                     | 開催日                               | 開演時間                                                                         | 備考                                                             |
| -------------------------------------------------------- | ---------------------------- | ------------------------------------ | -------------------------------------------------------------------------------- | ---------------------------------------------------------------- |
| 劇場公演                                                 |                              |                                      |                                                                                  |                                                                  |
| 2019年4月3日〜4月26日                                    |                              | 水曜日〜金曜日                       | 19時                                                                             |                                                                  |
| 2019年5月10日・17日・24日                                | 新宿アルタ KeyStudio         | 金曜日                               | 19時                                                                             |                                                                  |
| 2019年4月6日〜27日・5月11日〜25日                        | 新宿アルタ KeyStudio         | 土曜日                               | 14時・18時                                                                       |                                                                  |
| 2019年5月4日                                             | 新宿アルタ KeyStudio         | 土曜日                               | 18時                                                                             |                                                                  |
| 2019年4月7日〜28日・5月12日〜26日                        | 新宿アルタ KeyStudio         | 日曜日                               | 14時                                                                             |                                                                  |
| 2019年5月1日〜3日、5日                                   | 新宿アルタ KeyStudio         |                                      | 16時                                                                             |                                                                  |
| スタジオ公演                                             |                              |                                      |                                                                                  |                                                                  |
| 2019年5月29日〜8月22日                                   | 六本木 テレビ東京第4スタジオ | 水曜日・木曜日                       | 19時                                                                             |                                                                  |
| 2019年8月20日                                            | 六本木 テレビ東京第4スタジオ | 火曜日                               | 19時                                                                             |                                                                  |
| 2019年5月31日〜11月1日                                   | 六本木 テレビ東京第4スタジオ | 金曜日                               | 19時                                                                             |                                                                  |
| 2019年6月1日〜10月26日                                   | 六本木 テレビ東京第4スタジオ | 土曜日                               | 12時30分、15時30分                                                               | 10月12日は令和元年東日本台風（台風19号）の影響で1部・2部共に休演 |
| 2019年11月2日〜12月21日 2020年1月11日〜3月7日（2月22日） | 六本木 テレビ東京第4スタジオ | 土曜日                               | 13時、16時                                                                       | 2月29日・3月7日の公演は新型コロナウイルスの影響で中止            |
| オンライン公演                                           |                              |                                      |                                                                                  |                                                                  |
| 2020年8月9日                                             |                              | 日曜日                               | 15時、18時、20時                                                                 | この回からオンライン公演がスタート。                             |
| 2020年8月15日                                            | 土曜日                       | オンライン公演では唯一の土曜日開催。 | 15時、18時、20時                                                                 |                                                                  |
| 2020年10月25日                                           | 日曜日                       | 14時、17時、19時                     | この回から、オープンハウスが冠スポンサーとして参加。                             |                                                                  |
| 2020年11月29日                                           | 日曜日                       | 14時、17時、19時                     |                                                                                  |                                                                  |
| 2020年12月26日                                           | 日曜日                       | 15時、18時                           | 第2部に限り、年内ラストサプライズX'mas SPとして開催し、唯一2部構成で開催された。 |                                                                  |
| 2021年1月31日                                            | 日曜日                       | 14時、17時、19時                     |                                                                                  |                                                                  |
| 2021年2月28日                                            | 日曜日                       | 14時、17時、19時                     | 1部・2部は女子公演・男子公演。第3部は最終回公演。                                |                                                                  |
| 2021年3月21日                                            | 日曜日                       | 18時                                 | 卒業記念ライブ                                                                   |                                                                  |

これまでの座長公演（4月以降）
| 公演日               | 座長           | 備考                                 |
| -------------------- | -------------- | ------------------------------------ |
| 2019年6月7日         | 持田           | 公演スタート後初の座長公演           |
| 2019年6月28日        | 女鹿           |                                      |
| 2019年7月5日         | 日比野         |                                      |
| 2019年7月11日        | まーがりん     |                                      |
| 2019年7月18日        | 涌嶋           |                                      |
| 2019年7月25日        | わったー       | 公演スタート後男子生徒初の座長公演   |
| 2019年8月10日        | 黒木           |                                      |
| 2019年8月16日        | 小沼           |                                      |
| 2019年8月20日        | 田中           | この日の公演は珍しく火曜開催だった。 |
| 2019年8月22日        | 兼行           | 3期生初の座長公演                    |
| 2019年9月14日        | 齋藤           |                                      |
| 2019年9月21日        | 佐藤           |                                      |
| 2019年9月28日        | 林             |                                      |
| 2019年11月17日       | ディアフレンズ | 部活別での初の座長公演               |
| 2019年11月23日       | ボールドウィン |                                      |
| 2019年11月30日       | 浅井           |                                      |
| 2019年12月7日 第1部  | 川谷           |                                      |
| 2019年12月7日 第2部  | バトラーズ     |                                      |
| 2019年12月14日 第1部 | 宮本           |                                      |
| 2019年12月21日 第1部 | 藤原           | 2019年内最後の座長公演               |
| 2020年2月1日 第1部   | 前川           |                                      |
| 2020年2月8日 第1部   | 杉山           |                                      |
| 2020年2月15日 第1部  | 本多           |                                      |
| 2020年2月22日 第1部  | 別所           | 観客入れての最後の公演               |
| 2020年2月22日 第2部  | 地球の音       | 観客入れての最後の公演               |
| 2020年2月29日 第1部  | まーがりん     | 新型コロナウイルスの影響で公演中止   |

オンライン公演
| 公演日                |                                                        | 部活動                                                 | 備考                                                                            |
| --------------------- | ------------------------------------------------------ | ------------------------------------------------------ | ------------------------------------------------------------------------------- |
| 2020年8月9日 第一部   | 「好きです」発売記念 ありがとう手作りLIVE              | 男子アイドル部・軽音部                                 |                                                                                 |
| 2020年8月9日 第二部   | 「好きです」発売記念 ありがとう手作りLIVE              | 女子アイドル部・ダンス＆ボーカル部                     | Aグループとして実施                                                             |
| 2020年8月9日 第三部   | 「好きです」発売記念 ありがとう手作りLIVE              | 女子アイドル部・ダンス＆ボーカル部                     | Bグループとして実施                                                             |
| 2020年8月15日 第一部  | 「好きです」発売記念 ありがとう手作りLIVE              | 軽音部・ダンス＆ボーカル部                             | ダンスボーカル部のみAグループとして実施                                         |
| 2020年8月15日 第二部  | 「好きです」発売記念 ありがとう手作りLIVE              | ダンス＆ボーカル部・女子アイドル部                     | ダンス＆ボーカル部はBグループ 女子アイドル部はAグループとして実施               |
| 2020年8月15日 第三部  | 「好きです」発売記念 ありがとう手作りLIVE              | 男子アイドル部・女子アイドル部                         | 女子アイドル部のみBグループとして実施。                                         |
| 2020年10月25日 第一部 | 「TIFありがとうLIVE」                                  | 女子アイドル部                                         |                                                                                 |
| 2020年10月25日 第二部 | 「TIFありがとうLIVE」                                  | 男子アイドル部・ダンス＆ボーカル部・軽音部             |                                                                                 |
| 2020年10月25日 第三部 | 「TIFありがとうLIVE」                                  | アイドル部・男子アイドル部・ダンス＆ボーカル部         |                                                                                 |
| 2020年11月29日 第一部 |                                                        | アイドル部・軽音部                                     |                                                                                 |
| 2020年11月29日 第二部 | 男子アイドル部・ダンス＆ボーカル部                     |                                                        |                                                                                 |
| 2020年11月29日 第三部 | アイドル部・男子アイドル部・ダンス＆ボーカル部・軽音部 |                                                        |                                                                                 |
| 2020年12月26日 第一部 |                                                        | アイドル部・男子アイドル部・ダンス＆ボーカル部・軽音部 | 2020年年内最後の公演 この回の公演をもって卒業する涌嶋茜さんにとっての最後の活動 |
| 2020年12月26日 第二部 | 年内ラストサプライズXmasSP公演                         | アイドル部・男子アイドル部・ダンス＆ボーカル部・軽音部 | 2020年年内最後の公演 この回の公演をもって卒業する涌嶋茜さんにとっての最後の活動 |
| 2021年1月31日 第一部  | 祝!デビュー1周年 青春高校3年C組 オンライン公演         | アイドル部・軽音部                                     |                                                                                 |
| 2021年1月31日 第二部  | 祝!デビュー1周年 青春高校3年C組 オンライン公演         | 男子アイドル部・ダンス＆ボーカル部                     |                                                                                 |
| 2021年1月31日 第三部  | 祝!デビュー1周年 青春高校3年C組 オンライン公演         | アイドル部・男子アイドル部・ダンスボーカル部・軽音部   |                                                                                 |
| 2021年2月28日 第一部  | 青春高校3年C組オンライン LIVE                          | 女子公演                                               | 男子生徒・女子生徒のみの公演が行われた。                                        |
| 2021年2月28日 第二部  | 青春高校3年C組オンライン LIVE                          | 男子公演                                               | 男子生徒・女子生徒のみの公演が行われた。                                        |
| 2021年2月28日 第3部   | 青春高校3年C組オンライン LIVE 最終公演                 | 青春高校3年C組オンライン LIVE 最終公演                 | 男子生徒・女子生徒のみの公演が行われた。                                        |
| 2021年3月21日         | 青春高校卒業ライブ〜最後に最高の自分でお別れを〜       | 青春高校卒業ライブ〜最後に最高の自分でお別れを〜       |                                                                                 |

- 2019年8月28日に『青春高校サマーライブ→真夏の文化祭2019 〜別れ、そして新しい船出〜→青春高校3年C組 デビューKICKOFF ライブ〜どんな夢にも一歩目がある〜』を豊洲PITで開催[77]。

また、生放送内で水曜日担任の三四郎、金曜日担任（隔週）の柴田英嗣、月曜日担任の安藤なつが駆けつける事も発表された。また、この日をもって卒業する村西にとってはこのKICKOFFライブが青春高校生徒としての最後の活動となった。

## 新型コロナウイルスの影響
2020年1月以降に国内における新型コロナウイルスの感染拡大を受け、青春高校3年C組の活動にも様々な制限が生じた。同年2月26日に政府による新型コロナウイルス感染症策本部による大規模イベントの自粛・中止の要請が発表されて以降、4月まで予定していたスタジオ公演・イベントなどが軒並み中止を余儀なくされた。
放送内容なども変更等が相次ぎ、2020年4月7日（6日深夜）から深夜枠に移行したが、新型コロナウイルスの影響でメンバー「生徒」が全員揃ってのスタジオ収録がわずか2回だけとなった。
収録
2020年4月7日（6日深夜）・4月13日（14日深夜）分は、従来通り、メンバー全員揃っての教室のセットを使ってスタジオ収録されたが、新型コロナウイルスの対応として、4月20日(21日深夜)の放送分からスタジオ収録からリモート収録に変更。番組・プロジェクトが終了するまでの間はリモート接続企画の内容がメインとなった。
スタジオへの出演者を最小限にとどめながら、司会「MC」・ゲストのみに絞り。メンバーの出演は、局内の別室や自宅などからのリモートによる収録方式に切り替えていた。しかし、緊急事態宣言の発令により、2020年5月4日（5日深夜）分から2020年6月8日（9日深夜）分までは原則として司会「MC」もスタジオ収録から局内の別室によるリモート収録に変更。
その後、8月以降からはメンバーも教室でのスタジオ収録は行われていたが、密集を避けるため人数を削減。このため、スタジオに収録に参加しないメンバーはリモート形式での収録をそのまま継続していた。この時期になると毎週出演ではなく隔週もしくは1か月ごとで出演するメンバーもいた。
ロケについても2ndシングル「好きです」の企画以降から再開したが、帯枠時代に行われていた大人数での収録等は行わず、メンバー数名のみに限られていた。
しかし、司会者の三四郎の小宮浩信が新型コロナに感染と2度目の緊急事態宣言が発令された2021年1月26日（25日深夜）の放送分から3月2日（3月1日深夜）の放送分までは、メンバーに限り、リモート収録に再変更した。2021年3月9日（8日深夜）放送分、3月16日（15日深夜）放送分、4月1日（3月31日深夜）放送分の最終回SPの卒業式は、東京富士大学を使用して行われた。
1stシングル「君のことをまだ何にも知らない」
個別握手会については2020年3月28日に池袋サンシャインシティ展示ホールにて開催予定だったが開催を延期。代替日は6月13日を予定していたが再度の延期。更に2ndシングル「好きです」のオンラインお話し会の開催前後にも1stシングルの個別握手会に今後の開催等について取り沙汰された。番組・プロジェクト終了に伴って個別握手会の開催中止を発表、最終的に返金対応となった。
2ndシングル「好きです」
2ndシングルについては、1stシングルとは異なり、以下の通りとなった。
各地でのリリースイベントは行わず、オンラインによる配信イベントがメインとなった。
1stシングルで延期(中止)となった個別握手会の代わりに、新たにオンラインお話し会が10月17日・24日に開催。
卒業アルバム「また会いたいと思える友に、人生で何人巡り逢えるか？」
2ndシングルと同じくリリースイベントは行わず、オンライン形式のサイン会などが行われた。
オンラインお話し会を2021年3月20日にアイドル部が開催。3月27日にアイドル部とそれ以外のメンバーに限って開催。
群馬クレインサンダーズ関連
2020年2月11日の放送分にて、麒麟の田村裕と群馬クレインサンダーズの藤原隆充がゲストで出演、2020年3月11日、Bリーグ(19~20シーズン)「B2」第27節 群馬クレインサンダーズ対福島ファイヤーボンズ戦にて、当番組と吉本興業のお笑い芸人・絶メシロードなどとコラボイベントが高崎アリーナで開催予定だった。当番組は、オープニングアクト（応援ライブ）や始球式・チアダンスなどが予定されていた。同日の放送分では、チアダンス・始球式のメンバーを選出する予定だったが、具体的な詳細は後日発表する予定だった。更にこの試合「イベント」の告知のために2020年3月1日に、高崎OPAにて、「高アリ祭」プレイベントも開催予定だった。2020年2月26日にBリーグが2月29日〜3月11日までのリーグを中断と試合延期を発表。3月1日のプレイベント、3月11日の試合は中止となった。当初、本番組はコラボイベントの開催を延期すると発表していたが、Bリーグが残りのシーズン(19~20シーズン)の無観客試合~全試合中止を発表したため。一旦開催を断念した。
なお、本番組については、2021年1月18日に群馬クレインサンダーズが2021年2月20日の試合時にて、一日応援団結成とオープニングアウト「応援ライブ」のイベントを改めて開催することを発表。会場も高崎アリーナから本拠地のヤマト市民体育館前橋に変更。試合時間も前回の19時から14時、更に平日(水曜日)から土曜開催となった。
2021年1月25日（1月26日深夜分）の放送のエンディングで、1年越しのオープニングアウト決定と告知。また、2月15日（2月16日深夜分）のエンディングでは開催に至る経緯と再度告知が行われた。キャラクターのさんだくんがゲストでリモート出演している。2021年2月20日、Bリーグ(20~21シーズン)「B2」第22節群馬クレインサンダーズ対山形ワイヴァンズ戦にて、オープニングアウト（応援ライブ）＆ハーフタイムによるチアダンスがヤマト市民体育館前橋で開催された。番組・プロジェクト終了発表後の最後の客入れイベントとなった。
当日は深夜枠の司会を務める三四郎の相田周二も駆けつけた（その他の担任の三四郎の小宮浩信、日村勇紀、小峠英二、中井りか、ゲストの田村裕は不参加）。
2021年3月1日（3月2日深夜）ではこれまでのドキュメントと当日のダイジェストが放送。試合後には選手から古牧昌也、野﨑零也、ブライアン・クウェリ、マイケル・パーカー、藤原隆充、キャラクターのさんだくんが出演した。
その後、2021年4月9日に、日比野芽奈が公式応援LINEライバーに就任することになった。LINELIVEの企画としてBリーグ公式企画クラブ応援ライバーNo.1決定戦B2東地区決定戦!の群馬の代表として参加。4月以降の一部のホームゲームの試合やファン感謝祭に来場している。「クラブ応援ライバー」チャンピオンシップにて、Cブロックの1位でファイナル進出を果たす。ファイナル「決勝」では4位で終了している。番組・プロジェクト終了後、メンバーによるソロでの活動として唯一継続した形となった。
その他
渋谷マルイの8Fのイベントブースを青春高校ストアとして1stシングル「君のことをまだ何にも知らない」のリリースイベントが終わった後も公式グッズなどの発売などが行われていた。当初、番組・プロジェクト終了に伴って、2021年4月4日をもって終了する予定だったが、好評を受けて2021年4月18日まで延長した。

## 作品

### シングル
- 正式には表題曲はすべて「青春高校3年C組」名義であるが、便宜上ここでは担当ユニット名を記す。

| 枚 | リリース日    | タイトル                                                | 販売形態 | 規格品番   | 形態          | 備考                         | 最高位 |
| -- | ------------- | ------------------------------------------------------- | -------- | ---------- | ------------- | ---------------------------- | ------ |
| 1  | 2020年1月22日 | 君のことをまだ何にも知らない (青春高校3年C組アイドル部) | CD+DVD   | UPCH-80527 | 通常盤Type A  |                              | 7位    |
| 1  | 2020年1月22日 | 君のことをまだ何にも知らない (青春高校3年C組アイドル部) | CD+DVD   | UPCH-80528 | 通常盤Type B  |                              | 7位    |
| 1  | 2020年1月22日 | 君のことをまだ何にも知らない (青春高校3年C組アイドル部) | CD+DVD   | UPCH-80528 | 通常盤Type C  |                              | 7位    |
| 1  | 2020年1月22日 | 君のことをまだ何にも知らない (青春高校3年C組アイドル部) | CD+DVD   | UPCH-80528 | 通常盤Type D  |                              | 7位    |
| 1  | 2020年1月22日 | 君のことをまだ何にも知らない (青春高校3年C組アイドル部) | CD       | PDCN-5030  | WEB盤         |                              | 7位    |
| 2  | 2020年7月29日 | 好きです (青春高校3年C組アイドル部)                     | 4CD+4DVD | D2CN-1710  | 4形態セット   | 通常盤 Type A,B,C,D のセット | 4位    |
| 2  | 2020年7月29日 | 好きです (青春高校3年C組アイドル部)                     | CD+DVD   | UPCH-80535 | 通常盤 Type A |                              | 4位    |
| 2  | 2020年7月29日 | 好きです (青春高校3年C組アイドル部)                     | CD+DVD   | UPCH-80536 | 通常盤 Type B |                              | 4位    |
| 2  | 2020年7月29日 | 好きです (青春高校3年C組アイドル部)                     | CD+DVD   | UPCH-80537 | 通常盤 Type C |                              | 4位    |
| 2  | 2020年7月29日 | 好きです (青春高校3年C組アイドル部)                     | CD+DVD   | UPCH-80538 | 通常盤 Type D |                              | 4位    |
| 2  | 2020年7月29日 | 好きです (青春高校3年C組アイドル部)                     | CD       | PDCN-5031  | WEB盤         |                              | 4位    |

### アルバム
| 枚 | リリース日    | タイトル                                                           | 販売形態 | 規格品番   | 形態         | 備考 | 最高位 |
| -- | ------------- | ------------------------------------------------------------------ | -------- | ---------- | ------------ | ---- | ------ |
| 1  | 2021年3月31日 | また会いたいと思える友に、人生で何人巡り逢えるか? (青春高校3年C組) | CD+CD    | UPCH-20579 | 通常盤Type A |      | 13位   |
| 1  | 2021年3月31日 | また会いたいと思える友に、人生で何人巡り逢えるか? (青春高校3年C組) | CD+CD    | UPCH-20581 | 通常盤Type B |      | 13位   |
| 1  | 2021年3月31日 | また会いたいと思える友に、人生で何人巡り逢えるか? (青春高校3年C組) | CD+DVD   | UPCH-20583 | 通常盤Type C |      | 13位   |

### 配信限定
| 枚 | リリース日    | タイトル               | 備考 | 最高位 |
| -- | ------------- | ---------------------- | ---- | ------ |
| 1  | 2021年1月20日 | 自分のことがわからない |      |        |

## スタッフ
- 企画・監修：秋元康
- 構成：なかじまはじめ、福田卓也、大井洋一、大西右人、上田源嗣
- ナレーター：日髙のり子（日髙→2020年4月7日 - ）、村田太志
- TD：吉田和雄、高村和隆（週替り）
- カメラ：平本慎、藤本茂樹、為末和寛、滝瀬勝彦、徳織雅彦（週替り）
- VE：畑中陶太、湯浅直樹、佐久間元貴、宮前裕輝、福光和歌子、関根将志、平野由知、吉光雄斗、岩橋伸禎、若林学、辻源之、浦崎二奈、高橋瑞希、山崎秀文、玉山秀隆、佐原和彦（週替り）
- 照明：庄司鉄平、髙橋有貴、池田龍司、曽我秀樹、宮尾淳一、藤谷直之、栗林智之、古川雅士、和氣義幸（週替り）
- MlX→音声：本田宏文（本田→カメラ担当回あり）、田原裕太、木村佑美香、羽生真（羽生→VE担当回あり）、芝崎素光、遠藤孝明（週替り）
- 編集：佃豪人、佐々木智司、吉村政孝、富田一弘（週替り）
- MA：武田明賢、中川弘徳、大矢研二、高橋知世（週替り）
- 音効：小田切暁、伏見直樹
- 音楽：スキャット後藤（不定期、以前は毎週担当）
- CG：アレックス
- ビジュアル・楽曲：HoneyWorks
- 協力：TWIN PLANET
- 美術プロデューサー：仙田拓也
- デザイン：岩本朝美
- 衣装協力：オサレカンパニー
- 協力→デジタル協力：テレビ東京コミュニケーションズ（行田尚史、曹ちゃお、池田貴史、向原悠太、佐藤暢晃）
- 営業：渡邊由佳子
- 編成：平山幸人（2019年7月3日 - ）
- 宣伝：鈴木絵美（2020年10月27日 - ）
- コンテンツプロデューサー：寺原洋平（寺原→2019年2月 - ）、山科翔太郎(朗)（山科→2020年4月7日 - ）、千葉貴也（千葉→2020年10月27日 - ）
- AD：千田洸陽、吉田恵（毎週）／上荒磯慶、渡辺(邉)華子、酒井僚、幸山慎平、中川浩輔、國本菜未、権田裕己、江尻果穂、小谷田絢花（週替り）
- AP：向山麻子（毎週）／土田庄一（土田→2019年4月1日 - 、以前は月曜AP）、石原三久良子（以前はAD→2019年10月24日から制作進行）（週替り）
- ディレクター：澁谷優介（毎週）／磯田裕介、小口基輝、柴田琢朗、入山真也、西田(岡)法明（週替り）
- 演出：三宅優樹
- プロデューサー：佐久間宣行、小高亮（小高→以前は金曜担当、一時離脱）（毎週）／中村肇（中村→以前は木・金曜担当）、本道英門（本道→以前は月曜担当）（週替り）
- クリエイティブプロデューサー：伊藤隆行（2020年11月10日 - ）
- 技術協力：テクノマックス／スウィッシュ・ジャパン、港家（ロケ回のみ）
- 美術協力：テレビ東京アート
- 機材協力：東京オフラインセンター
- 制作協力：BEE BRAIN（以前は木・金曜担当）、Hearts（以前は月曜担当）（週替り）
- 製作著作：テレビ東京

### 過去のスタッフ
- 構成：オークラ、八代丈寛、松田敬三、矢野了平、川上テッペイ、谷田彰吾、深田憲作
- ナレーター︰花江夏樹
- TD：涌田尚孝、藤谷治男、小谷文人、林栄良
- TD/カメラ：森元俊博、井村司、藤村太史、黒木秀一郎(朗)
- SW：朴潤
- カメラ：福永顕芳、宮本亜里、風間誠、須藤崇平、松本綾佳、村上岳文
- VE：井上貴人、皆本翔太、鈴木貴裕、藤崎康広(弘)、花里英寿、森隆太、芹野昭義、宮前早智、百崎拓哉、持塚浩司、永井貴也、上田淳、田中丈晴、福田久二、杉山博紀、川俣仁、早川友也、伊藤拓也、佐藤建太、金野勝、長山翔一、葛西雅弘、細井昭宏、野々宮宏樹
- 照明：高柴圭一、翁美希子、長治憲明、塚生崇、葛原昌弘、土谷彩加、宮田和、三浦弘、新井香澄、小堀(掘)雄大、井町成宏
- MlX：唐松秀弥、三石敏生、下田由紀、寺田恭子、中村佳央、中村広(宏)美、窪田佳光、坂本由貴見、松岡努、松本直人、飯嶋康生
- 音楽：坂本秀一、A・YARD
- 楽曲制作：カンケ
- 音効：林正貴
- EED：井出慧（2019年5月3日のみ）
- MA：小林育（2019年5月3日のみ）
- TK：葛貫明子、福田美由紀、岸田純子、海東祐里奈
- 美術プロデューサー：高橋昭三、政所美咲、宇野純一
- 運営協力：アノマリー
- 協力：テレビ東京コミュニケーションズ（鶴岡洋志、榎本美奈子、HlROMl、明坂真太郎）
- 営業：高辻孝将、西村修、安井大祐
- コンテンツプロデューサー：梅山文郁、間宮由玲子（間宮→2018年6月4日 - 2020年10月20日）
- 宣伝：魚田英孝、岩田牧子
- AD：町田拓哉、中込洋輔、吉川肇、黒川美咲、望月美玖、西﨑和希、柿塚夕紀/塚本洋平、阿部稜司、本田葉介、浅田祐樹、毛利有希、宇佐見友彬、井上佳奈子、齋藤あずさ、農座千尋、西山孟、高橋尚也、清水志織、古田真由子、メルテンバッハバネッサ、金原かれん、児玉龍矢、川戸涼平、山本晴南、斎藤真希、練木佑果、岡田友理彩、渡邉早紀、河合郁弥、田原由結、春日風花(香)、藤井遥、御供聡史、今井志帆、横山海維、上田侑里香、髙木美会、芝藍弥、東遥海、井上力輝、城山亜衣子、松本蘭丸、松本柚杏、大野智也、細井彩華、大久保綾音、古川春花、西郁哉
- AP：矢橋千尋、秋場香織、木賀康元（共に月、秋場→2018年7月2日 - 2019年3月25日、木賀→2019年10月28日 - ）、松島志保、國枝正樹、渡辺祐宏、佐藤絵理、陶山修、柴﨑香苗（共に水、國枝→2018年8月8日 - 、渡辺→2018年7月4日 - 、佐藤→2018年7月4日 - 9月12日、一時離脱→復帰、陶山→2018年12月5日-、柴崎→2019年1月30日 - ）
- デスク：戸田綾音（毎週）／井口志津代、野村優希（共に木・金）
- ディレクター：橘信吾、野中哲也、齋藤由和、北村要、祖山聡、山田翔太、佐々木梢、市葉純一、花木現、鴇田一樹、北島清次、斉藤崇、森俊平、高田直旺、滝田靖明、石井護、錫木亮（錫木→以前は水曜演出）、椎葉佐都子、齋藤彰、山本森坤、松浦(清)弘卓、前場智也、水主惟弘
- プロデューサー：柴幸伸（柴→以前は木曜→毎週→月 - 水・金曜担当）、加藤正明（加藤→以前は水曜担当、一時離脱）（毎週）／竹島博幸（竹島→月 - 水・金、2019年10月28日 - 、以前は月曜担当）、岡田英吉、中居義孝、佐藤竜太、杉原利博（共に月、杉原→2019年11月18日 - ）、青木勇人（火→木）、碓氷容子（火）、逸見忠利、須藤景子（共に水）、篠原一成（木・金）
- チーフプロデューサー：村上徹夫
- 技術協力：テークワン（水・木）、フジメディアテクノロジー（金）、APOLLO（APO→2020年5月19日 - ）
- 制作協力：PROTX（月）、全力カンパニー（火）、NEXTEP（水）

## ネット局
2020年3月まで
| 放送対象地域   | 放送局                | 系列           | 放送日時                | 脚注                         |
| -------------- | --------------------- | -------------- | ----------------------- | ---------------------------- |
| 関東広域圏     | テレビ東京（TX）      | テレビ東京系列 | 月 - 金曜 17:30 - 17:55 | 制作局                       |
| 岡山県・香川県 | テレビせとうち（TSC） | テレビ東京系列 | 月 - 金曜 17:30 - 17:55 | 2019年4月1日からネット開始。 |

2020年4月から
| 放送対象地域   | 放送局                | 系列           | 放送日時                     | 脚注   |
| -------------- | --------------------- | -------------- | ---------------------------- | ------ |
| 関東広域圏     | テレビ東京（TX）      | テレビ東京系列 | 火曜 0:12 - 1:00（月曜深夜） | 制作局 |
| 北海道         | テレビ北海道（TVh）   | テレビ東京系列 | 火曜 0:12 - 1:00（月曜深夜） |        |
| 愛知県         | テレビ愛知（TVA）     | テレビ東京系列 | 火曜 0:12 - 1:00（月曜深夜） |        |
| 岡山県・香川県 | テレビせとうち（TSC） | テレビ東京系列 | 火曜 0:12 - 1:00（月曜深夜） |        |
| 福岡県         | TVQ九州放送（TVQ）    | テレビ東京系列 | 火曜 0:12 - 1:00（月曜深夜） |        |

## LINEとの提携
2019年1月からはLINEが当番組に参画し、LINEの様々なサービスに青春高校の生徒が登場した。以下が青春高校に関するサービスを開始したLINEの各アプリケーションである。
LINE (アプリケーション)
生徒のLINE公式アカウントが始まった。先行で2019年4月18日に女子生徒（浅井含む）のLINE公式アカウントが、同年4月25日には男子生徒（浅井除く）のLINE公式アカウントが、さらに同年9月12日には3期生の生徒のLINE公式アカウントがスタートした（休学中の生徒は除く）。
LINE LIVE
LINE LIVEにて青春高校完全版配信＆生徒の個人配信を実施していた。番組・プロジェクト終了に伴って、2021年3月30日のプレミアム限定のチャンネルが閉鎖し、同年4月30日をもって公式チャンネルも閉鎖された。生徒の個人配信は個人の判断で継続している者もいた。
LINE BLOG
生徒の公式LINE BLOGが前述のLINE公式アカウントと同日に始まった。
LINE TICKET
2019年5月29日以降の劇場公演のチケットが販売された（ライブイベントのチケットも販売する）。また、スタジオ公演に変わり、オンライン公演ではLINE LIVE-VIEWINGにてチケット発売が行われていた。
LINE MUSIC
2020年1月22日発売の『君のことをまだ何も知らない』に収録されている全楽曲がCD発売と同日に配信が開始された。
※生徒個人では田中柊斗のインディーズ時代の楽曲も配信されている。
Fanwiki
VVID
OPEN HOUSE